# Hraniční vrch (Šluknovská pahorkatina)
Hraniční vrch (německy Hantschberg, neoficiálně nazývaný také Hančův vrch či Hančperk) je zalesněná kupa s nadmořskou výškou 522 m na území Mikulášovic v Ústeckém kraji. Náleží ke geomorfologickému celku Šluknovská pahorkatina, v jejíž české části je 9. nejvyšším vrcholem. V podloží převažuje lužický granodiorit a brtnická žula, které vytvářejí četné porfyry. Převládajícím půdním typem je kambizem. Celý vrch patří k úmoří Severního moře a povodí Labe, přičemž téměř všechny vodní toky směřují do Křinice. Většina vrchu je zalesněná, převládající smrková monokultura byla po roce 2018 silně zasažena kůrovcovou kalamitou. Průměrná roční teplota je odhadována na 6 °C a průměrné roční srážky na 800 až 900 mm. Převážná část Hraničního vrchu leží v Chráněné krajinné oblasti Labské pískovce.
Již od středověku byl Hraniční vrch lokálně významným dopravním uzlem. Hinterhermsdorfská cesta, spojující Mikulášovice a saský Hinterhermsdorf, byla součástí obchodní stezky zvané Česká cesta. Při této cestě byl roku 1858 vztyčen litinový kříž s kamenným podstavcem, jenž prošel v roce 2018 rekonstrukcí. V roce 1900 byla západně od vrcholu otevřena výletní restaurace Antonital a roku 1904 hostinec Hantschberg s vyhlídkovou terasou. Modře značená turistická trasa prochází po Zlodějské stezce, žlutě značená stezka a cyklostezka směřují k hraničnímu přechodu. V poválečném období byl kopec do roku 1964 součástí veřejnosti nepřístupného hraničního pásma. Hraniční přechod do Hinterhermsdorfu byl pro pěší a cyklisty znovuotevřen v roce 1996.

## Název

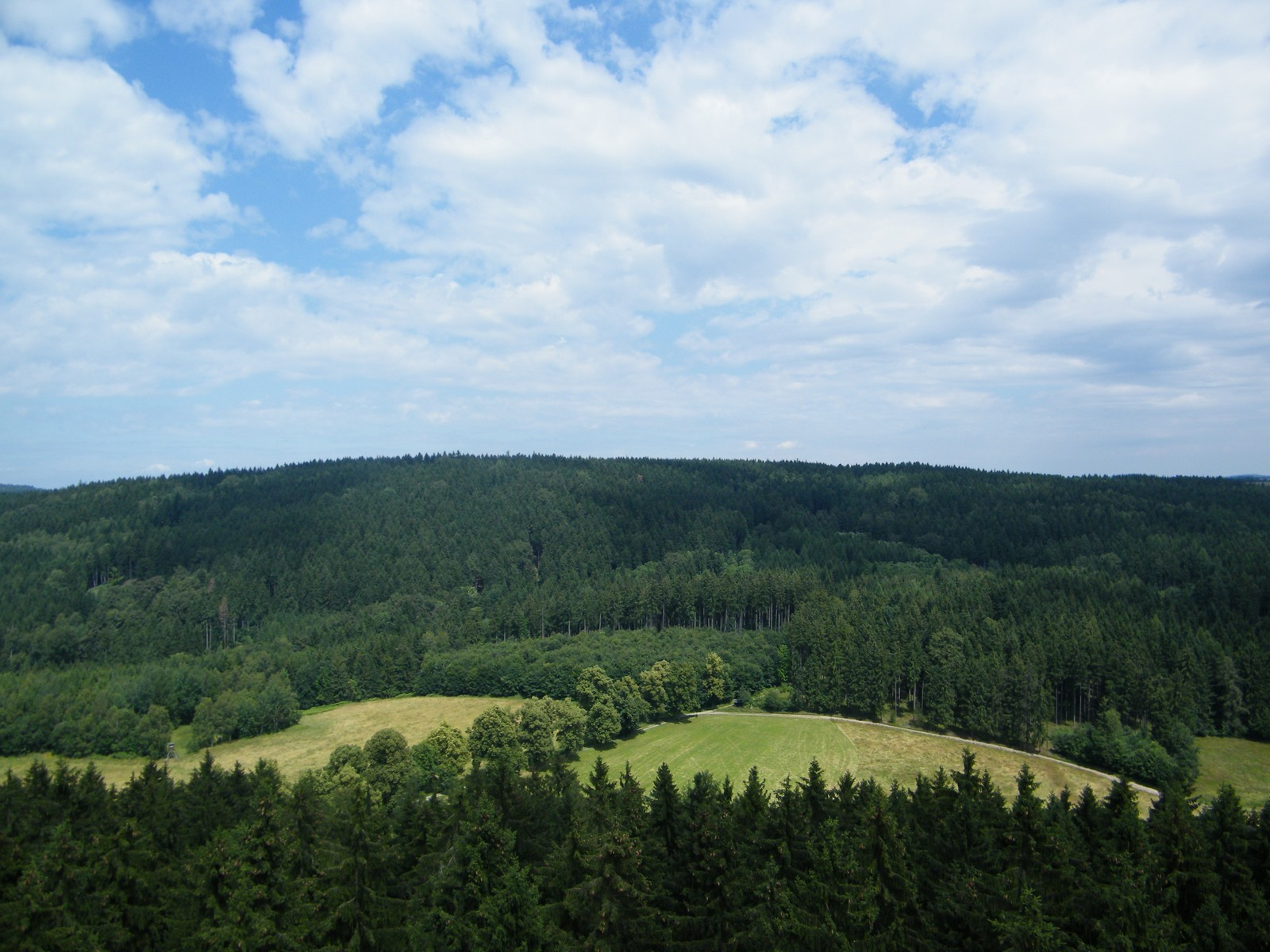
Pohled na Hraniční vrch z Weifbergu (2016)

Německé pojmenování Hantschberg používá Fiedlerova (1898) i Bartmannova (1933) vlastivěda, stejně tak je uvedeno na mapách stabilního katastru z první poloviny 19. století. Podle blíže nespecifikované německé kroniky měl být název používán již ve středověku a měl být odvozen od mužského jména Heinrich (česky Jindřich). Křestní jméno Hantsch je však domácká varianta německého křestního jména Johann(es) (česky Jan) nebo méně často jména Anton(ius) (česky Antonín). Toto jméno se již ve středověku objevovalo v oblastech, kde se mísilo německé a slovanské obyvatelstvo (tedy především Sasko) a postupně se stalo též příjmením. Souvislost s konkrétní osobou není prokázána, stejně jako v případě názvu údolí Antonital (česky Antonínovo údolí) na západě vrchu. Jméno Hantsch se objevuje v názvu vrchu, podle kterého byl pojmenován hostinec Gasthaus Hantschberg, dále v názvu potoka Hantschberger Bach, názvu údolí na jihovýchodním svahu Hantschgrund a také názvu kříže Hantschkreuz či Hantschbergkreuz.
České pojmenování vrchu se začalo objevovat v meziválečném období, kdy je v mapách uváděn počeštělý název Hančův vrch. V poválečných mapách pak již nese kopec název Hraniční vrch. I přes oficiální pojmenování se však místně používají počeštělé názvy Hančperk či Hančův vrch.

## Přírodní poměry

### Poloha

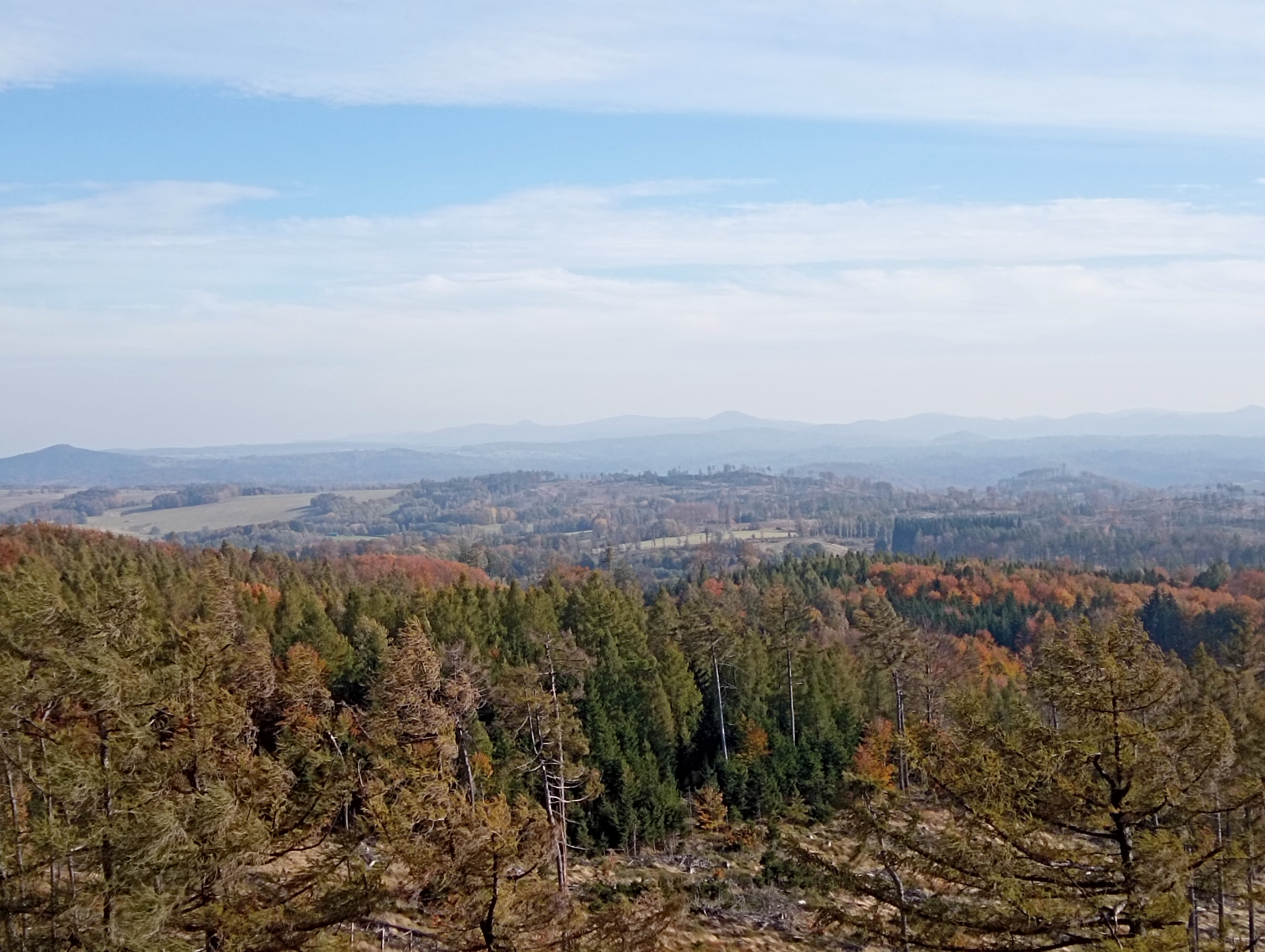
Pohled na Hraniční vrch z Tanečnice (2024)

Převážná většina plochy Hraničního vrchu se nachází v České republice na jihu města a katastrálního území Mikulášovice v západní části Šluknovského výběžku, v okrese Děčín, v Ústeckém kraji. Jihovýchodní a jižní svahy zčásti přesahují do Německa na území velkého okresního města Sebnitz (místní části Saupsdorf a Hinterhermsdorf) v zemském okrese Saské Švýcarsko-Východní Krušné hory, ve spolkové zemi Sasko. Nejbližším sídlem na české straně jsou severně ležící Mikulášovice, jejichž střed je od vrcholu vzdálen 2 km, zatímco Tomášov leží severozápadně ve vzdálenosti 2,7 km. Nejbližší německá sídla jsou Saupsdorf, vzdálený 2,3 km jihozápadně, a Hinterhermsdorf, který leží 2,5 km jižně.

### Geomorfologie

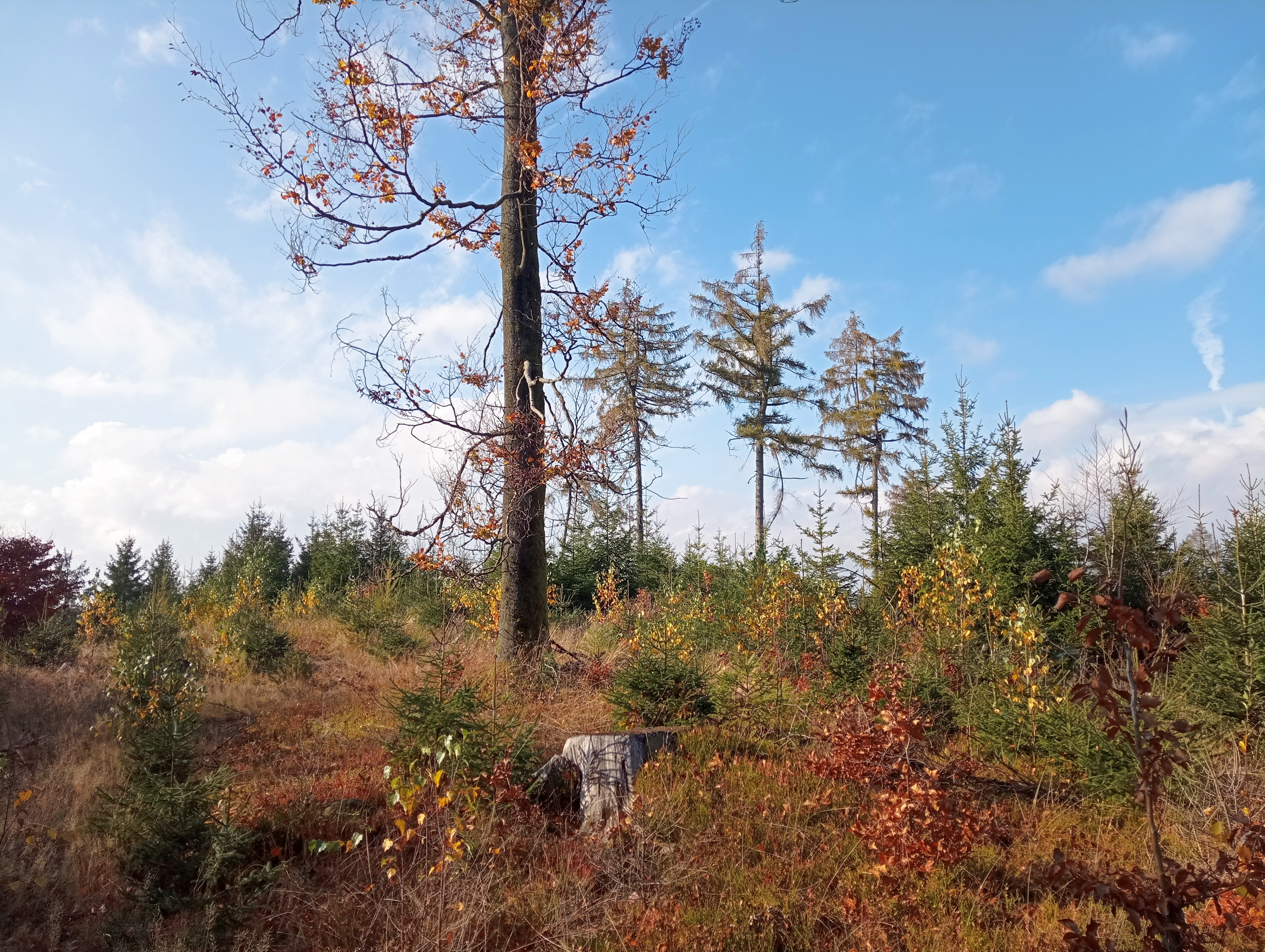
Vrchol s mladým smrkovým lesem

Hraniční vrch je kupa s nadmořskou výškou 522 m. Údaje o nadmořské výšce se ve starších pramenech výrazně liší: v 19. a 20. století tak byly nejčastěji uváděny hodnoty mezi 515 m a 521 m, případně mapy uvádějí nadmořskou výšku u křižovatky cest západně od vrcholu, například 504 m či 508 m. Vrch se nachází v geomorfologickém celku Šluknovská pahorkatina, kde je 9. nejvyšším vrcholem (při zahrnutí německé části pak 16. nejvyšší), okrsku Šenovská pahorkatina a jeho podokrsku Mikulášovická pahorkatina, ve kterém je 3. nejvyšším vrcholem. Šluknovská pahorkatina, na německém území nazývaná Lausitzer Bergland, náleží ke Krkonošské oblasti spadající pod Krkonošsko-jesenickou subprovincii České vysočiny. Nejbližšími pojmenovanými vrchy jsou Radar (509 m) vzdálený 1,1 km severovýchodně, Severák (436 m) vzdálený 3 km východně, Ptačí vrch (415 m)  ve vzdálenosti 2,8 km a Steinberg (459 m) ve vzdálenosti 2,9 km jihovýchodně, Weifberg (478 m) vzdálený 1,1 km jižně, Sandberg (409 m) ve vzdálenosti 1,6 km jihozápadně, Wachberg (497 m) vzdálený 1,6 km západně a Hůrka (493 m) ve vzdálenosti 1,6 km severozápadně.

### Geologie a půdy

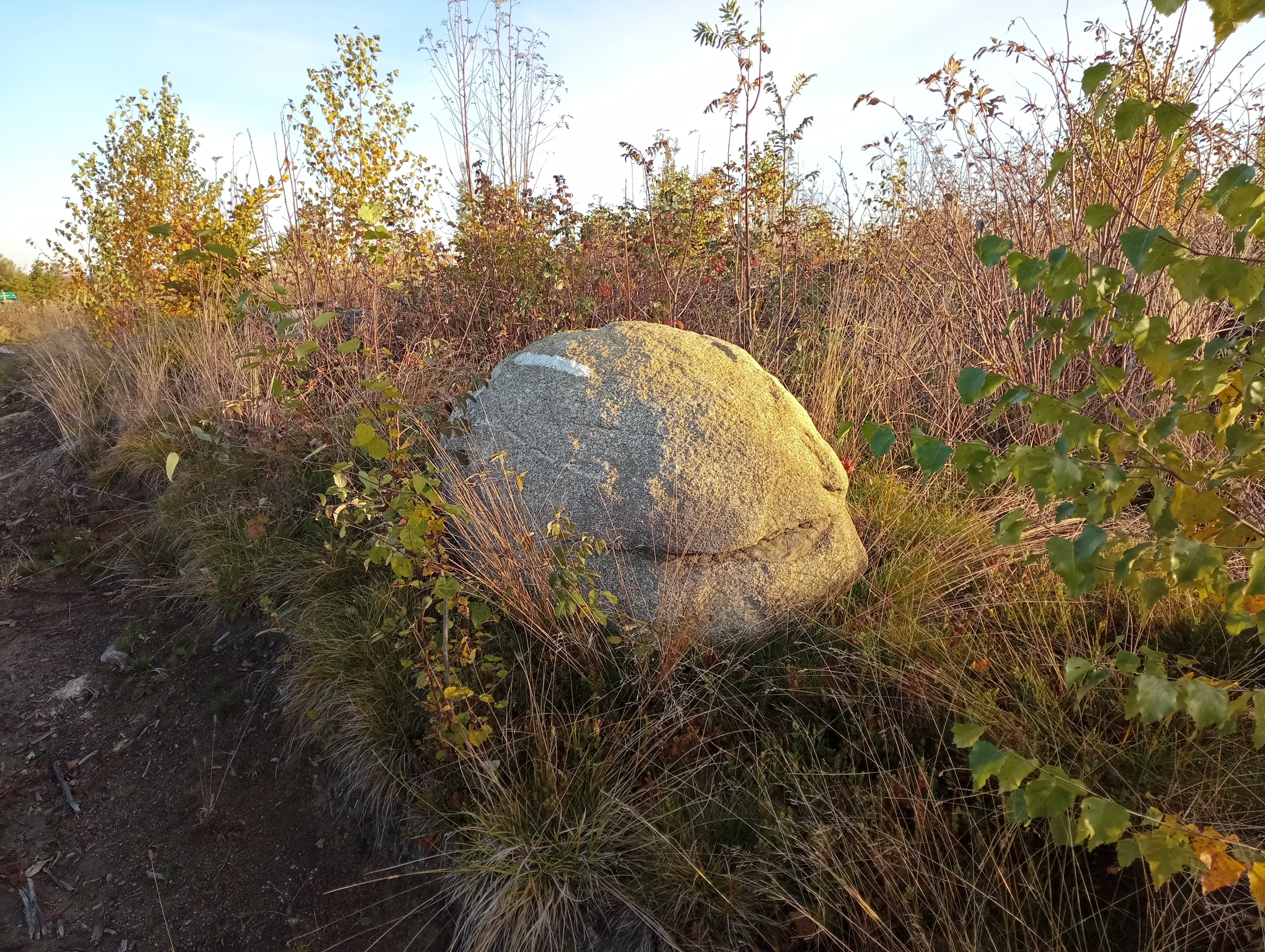
Granodioritový balvan na západním svahu

Hraniční vrch se rozkládá severně od lužického zlomu v lužickém plutonu, který patří k největším odkrytým žulovým masivům ve střední Evropě. Dominantní horninou je lužický granodiorit, jehož stáří je odhadováno na 280 milionů let. Má středně zrnitou strukturu, stejnoměrnou texturu a je pravidelně rozpukaný. Ze slíd v něm převažuje tmavý biotit a díky křemenu má bělošedou až modrošedou barvu, zvětralý je pak rezavě hnědý. Na povrchu se často vyskytuje v podobě různě velkých balvanů, které jsou začasté prostoupeny xenolity tvořenými drobovou rulou. Granodioritové podloží je na území Mikulášovic narušeno četnými žílami doleritu (dříve místně označovaného jako diabas), které však nejsou všechny přesně lokalizované. Nevelká žíla doleritu se nachází východně od vrcholu při křižovatce cest. Dolerit je černozelené barvy a obsahuje převážně pyroxeny (především černý augit), zelený amfibol, plagioklas (zejména labradorit) a další nerosty. Kromě doleritu je granodiorit na několika nevelkých lokalitách prostoupen nerozlišenými bazaltoidy. Na jihovýchodním úpatí se vyskytuje brtnická žula, která je v regionu rozšířená v širším okolí lužického zlomu a která je oproti granodioritu ostře ohraničená a podstatně starší (více než 500 milionů let). Je hrubozrnná, obsahuje tmavý biotit a díky draselnému živci je zbarvená do růžova až červena. Brtnická žula i lužický granodiorit zde vytvářejí četné porfyry. Na jihovýchodním svahu, blíže k lužickému zlomu, se vyskytuje v malém množství pískovec. Podložní horniny jsou podél vodních toků překryty mladšími čtvrtohorními deluviálními hlinitokamenitými sedimenty a deluviofluviálními písčitojílovitými až písčitými hlínami.
Převažujícím půdním typem je mesobazická modální kambizem, která je na jihu vystřídána kambizemí dystrickou, ostrůvkovitě kambizemí eutrofní. Podél vodních toků se rozkládá modální glej a oglejená kambizem.

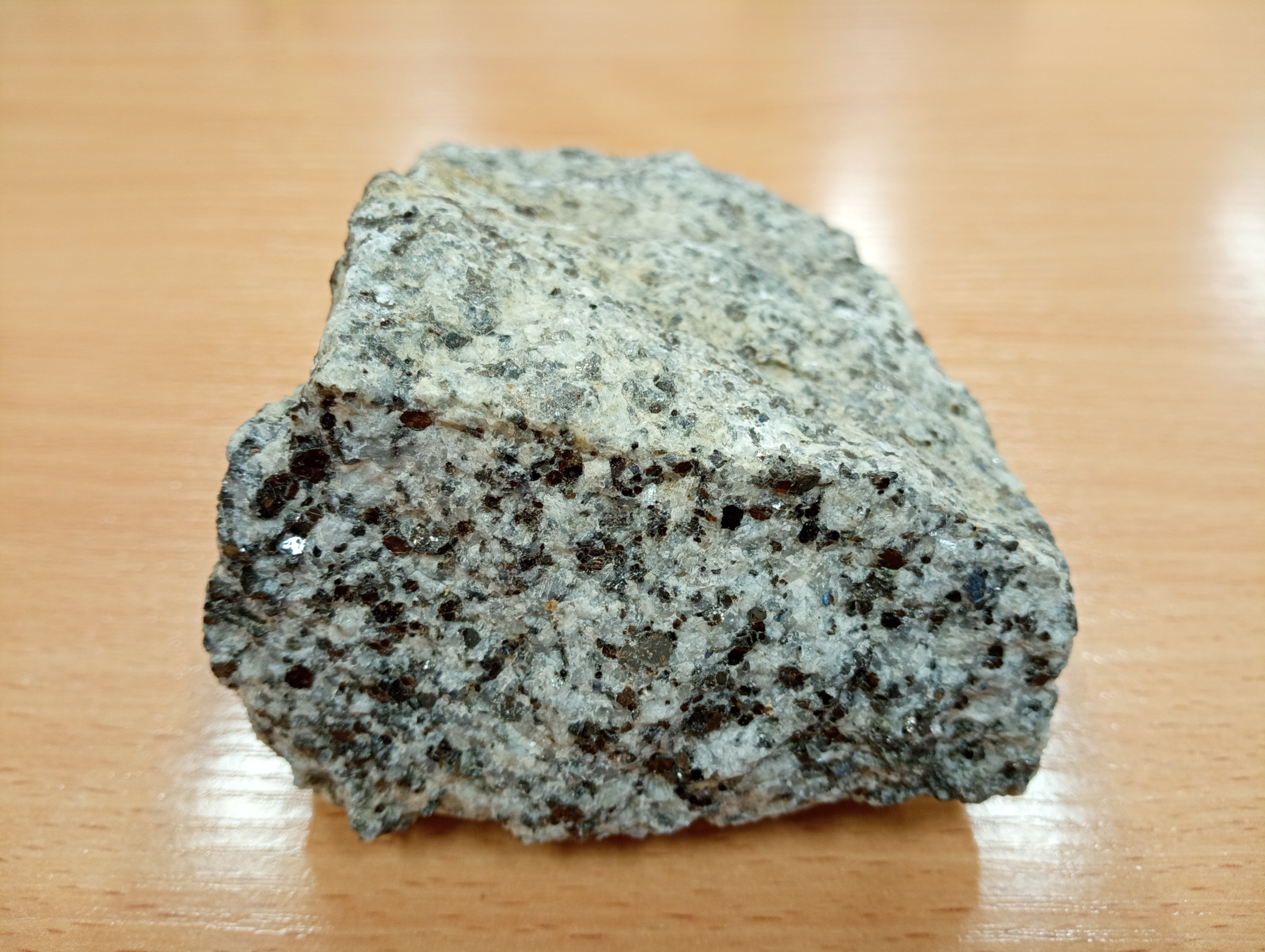
Střednězrnný lužický granodiorit
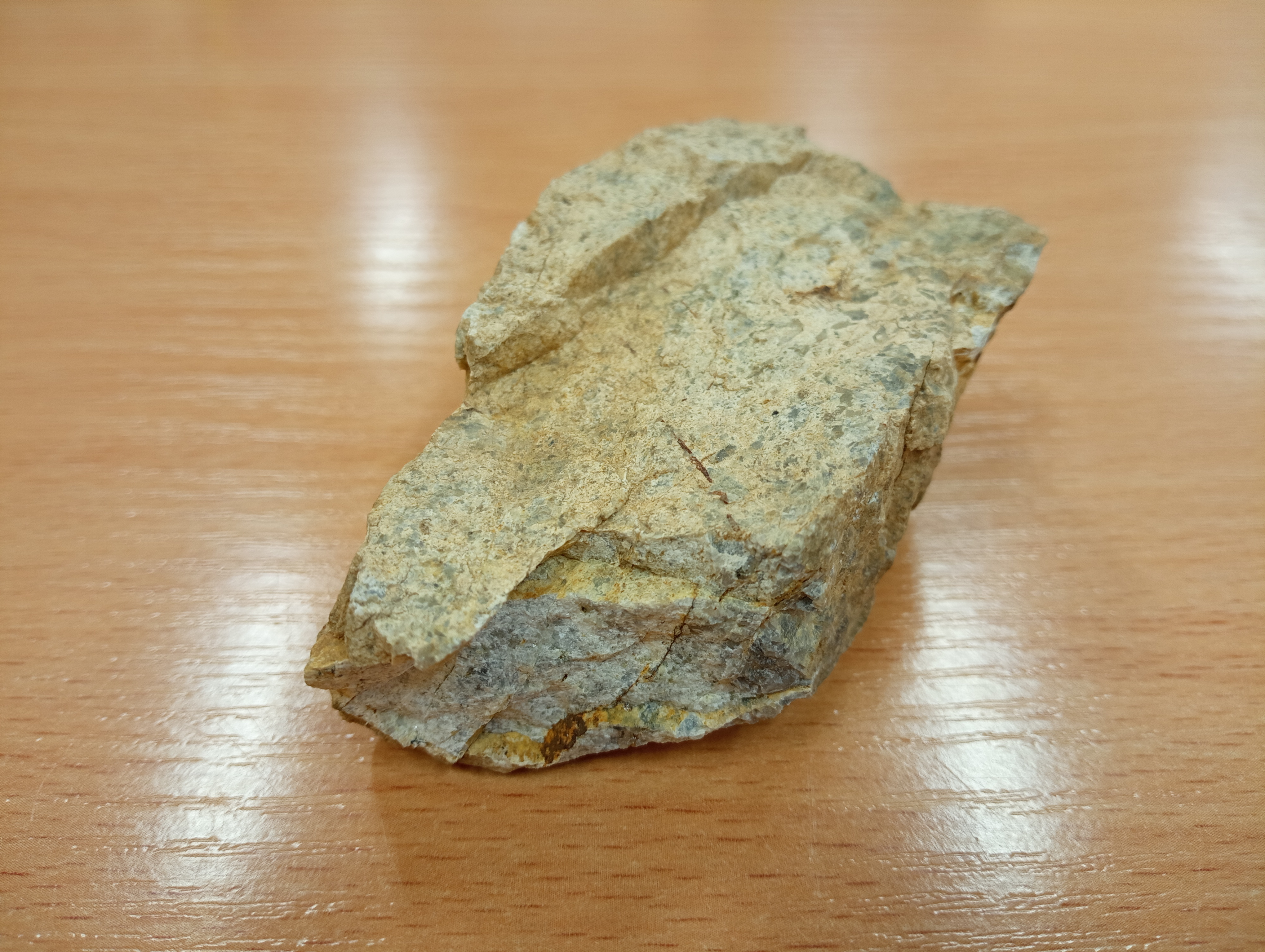
Křemenný porfyr
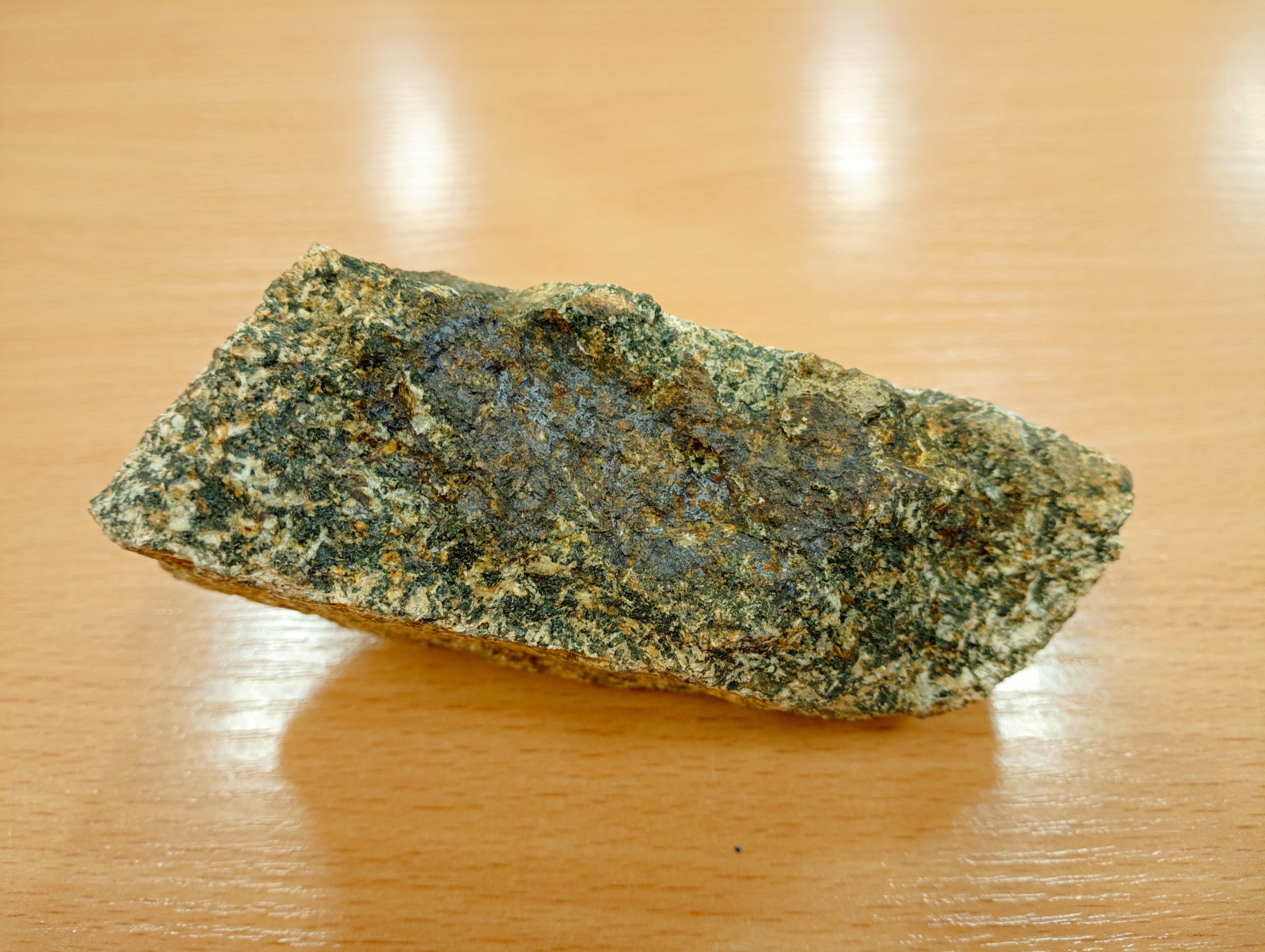
Zvětralý dolerit
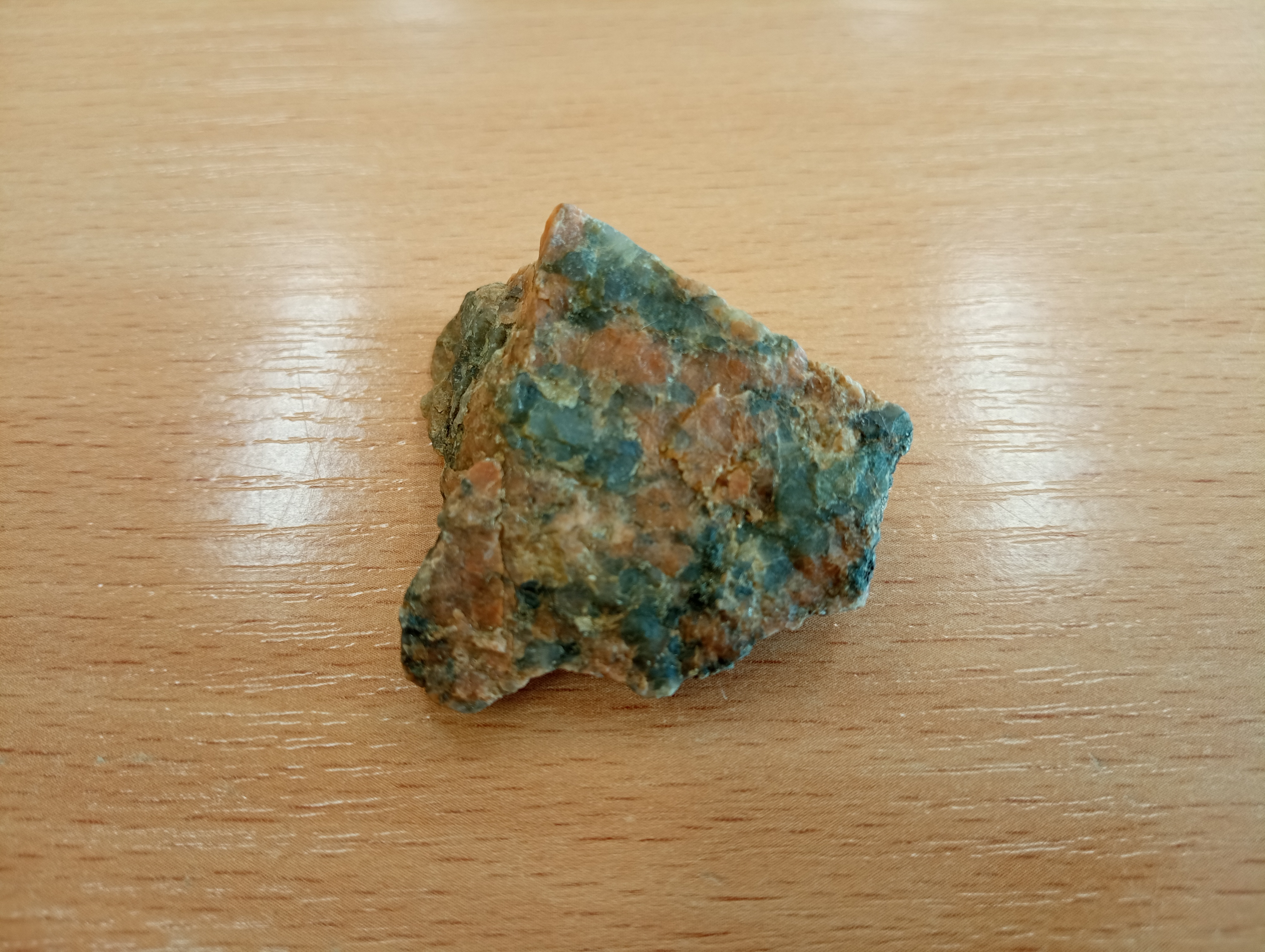
Brtnická žula
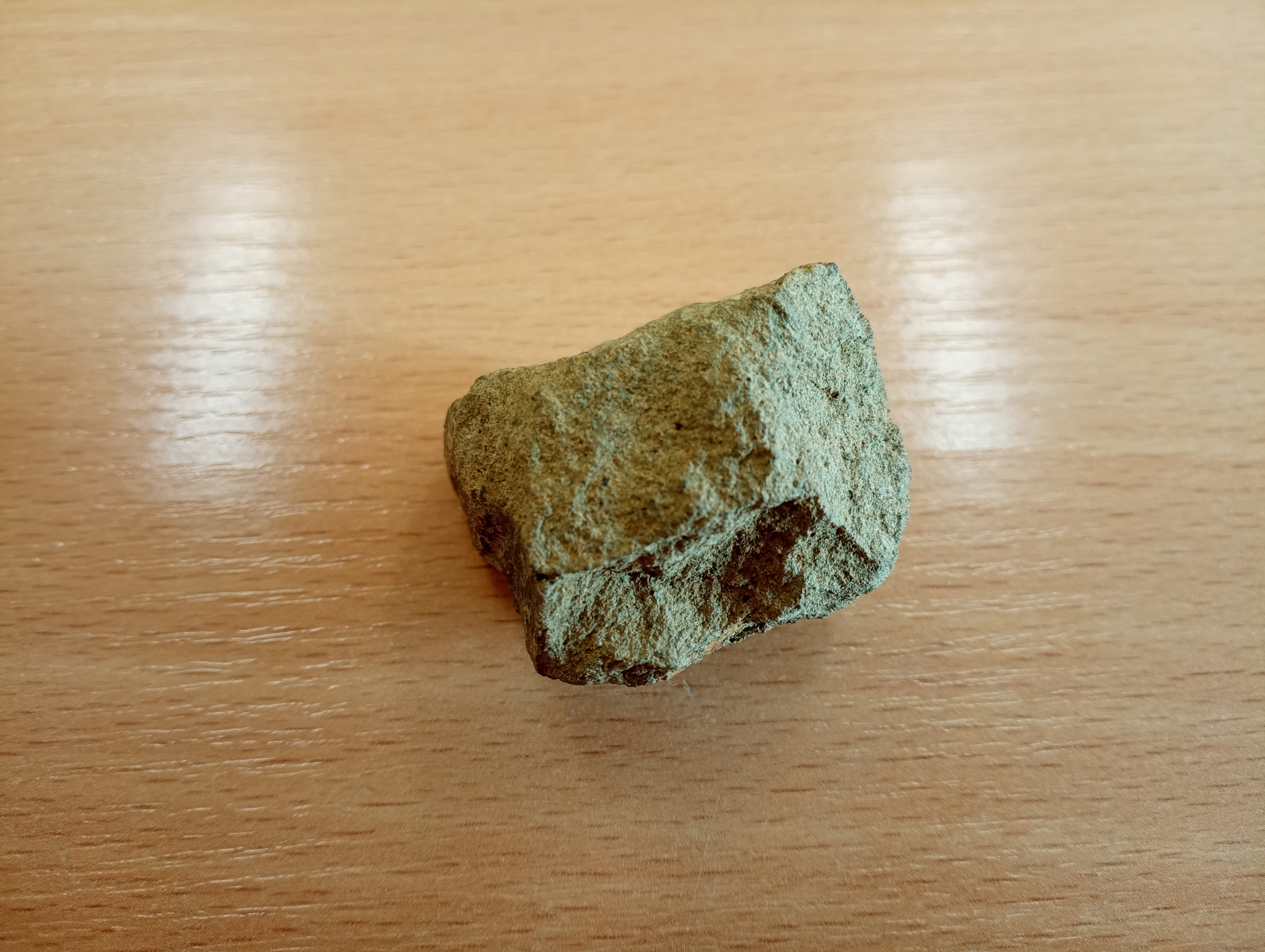
Pískovec
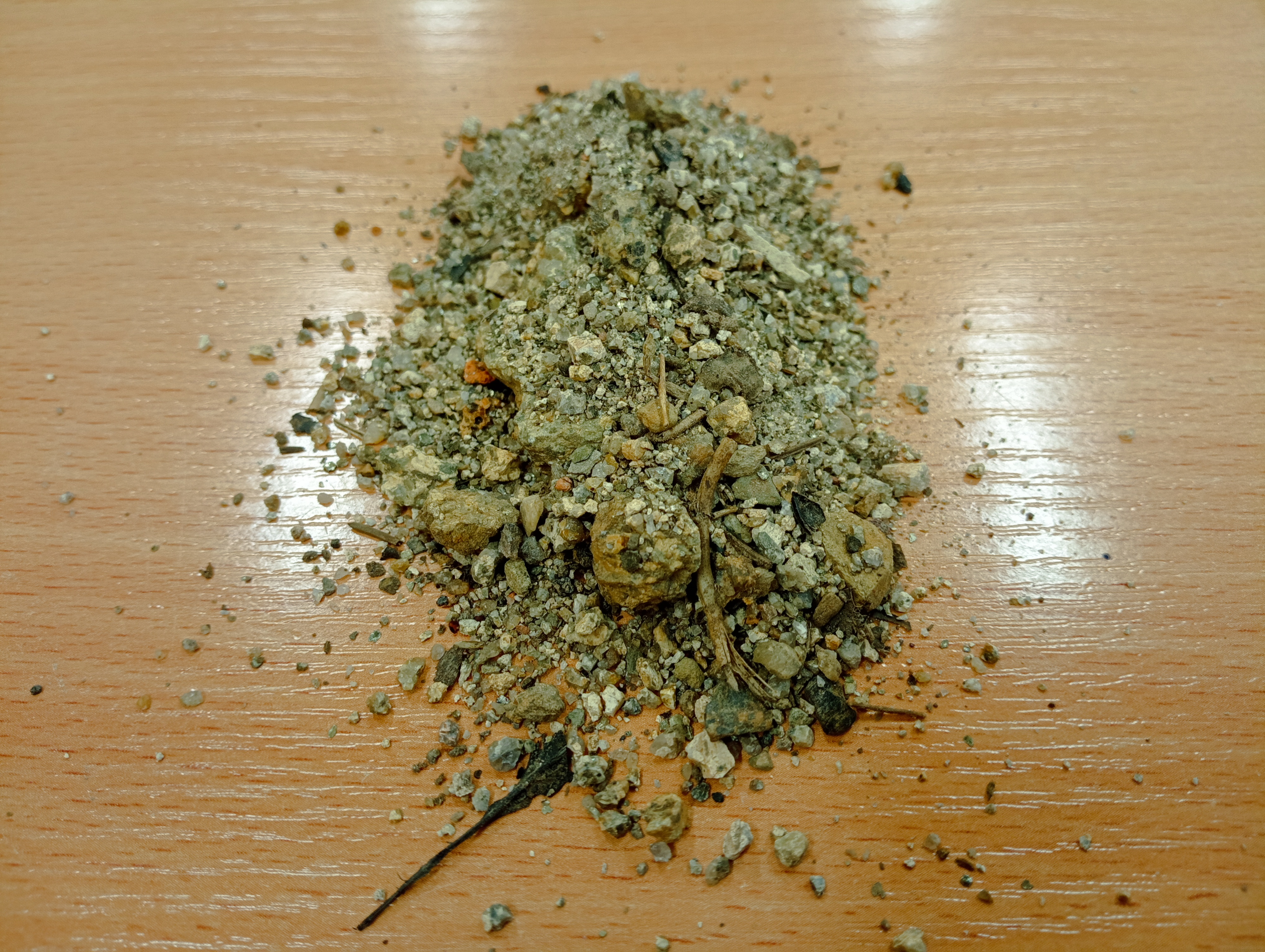
Fluviální sediment z Hančperského potoka
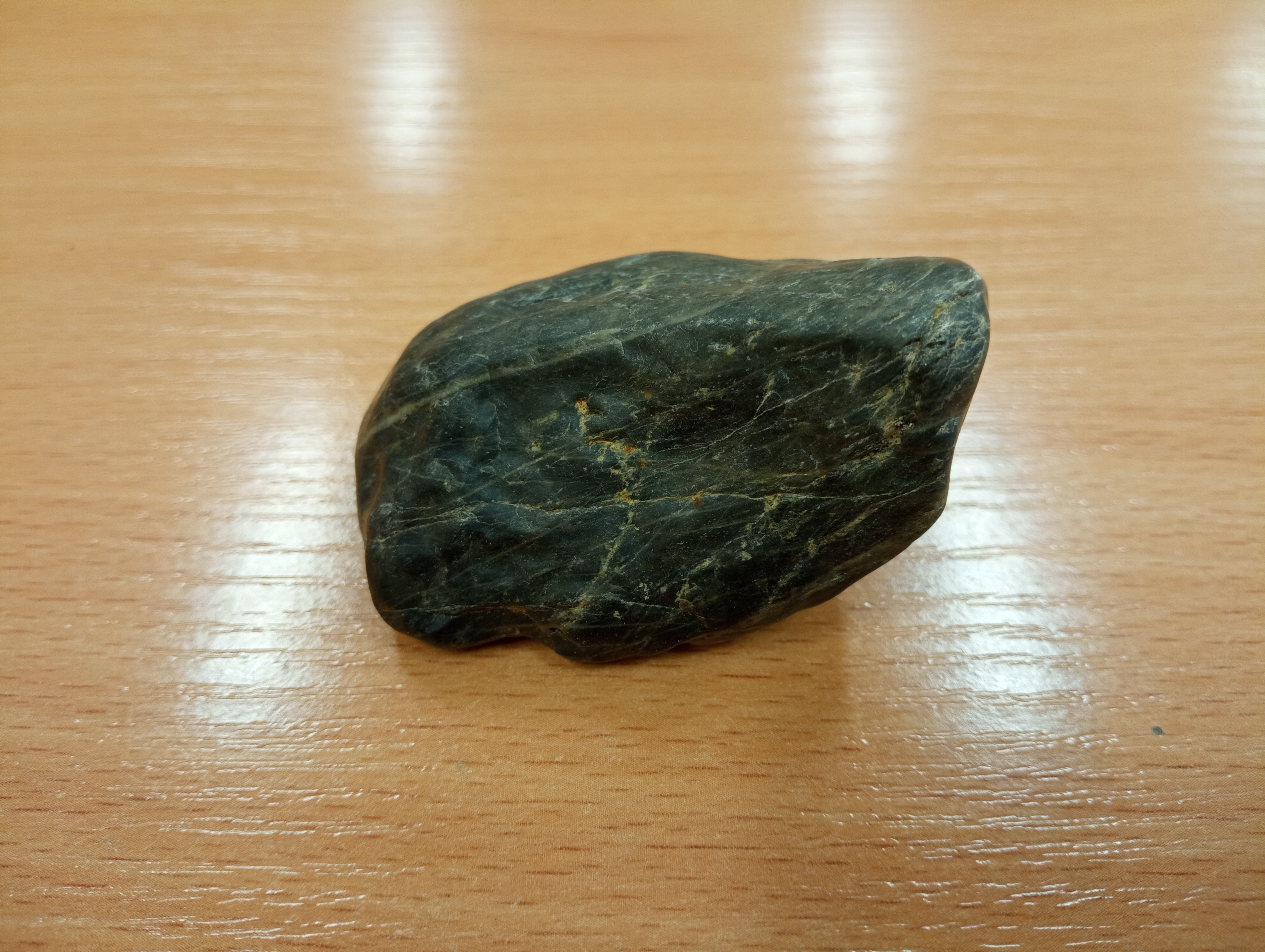
Křemen z Hančperského potoka
Živec ze Stinného potoka
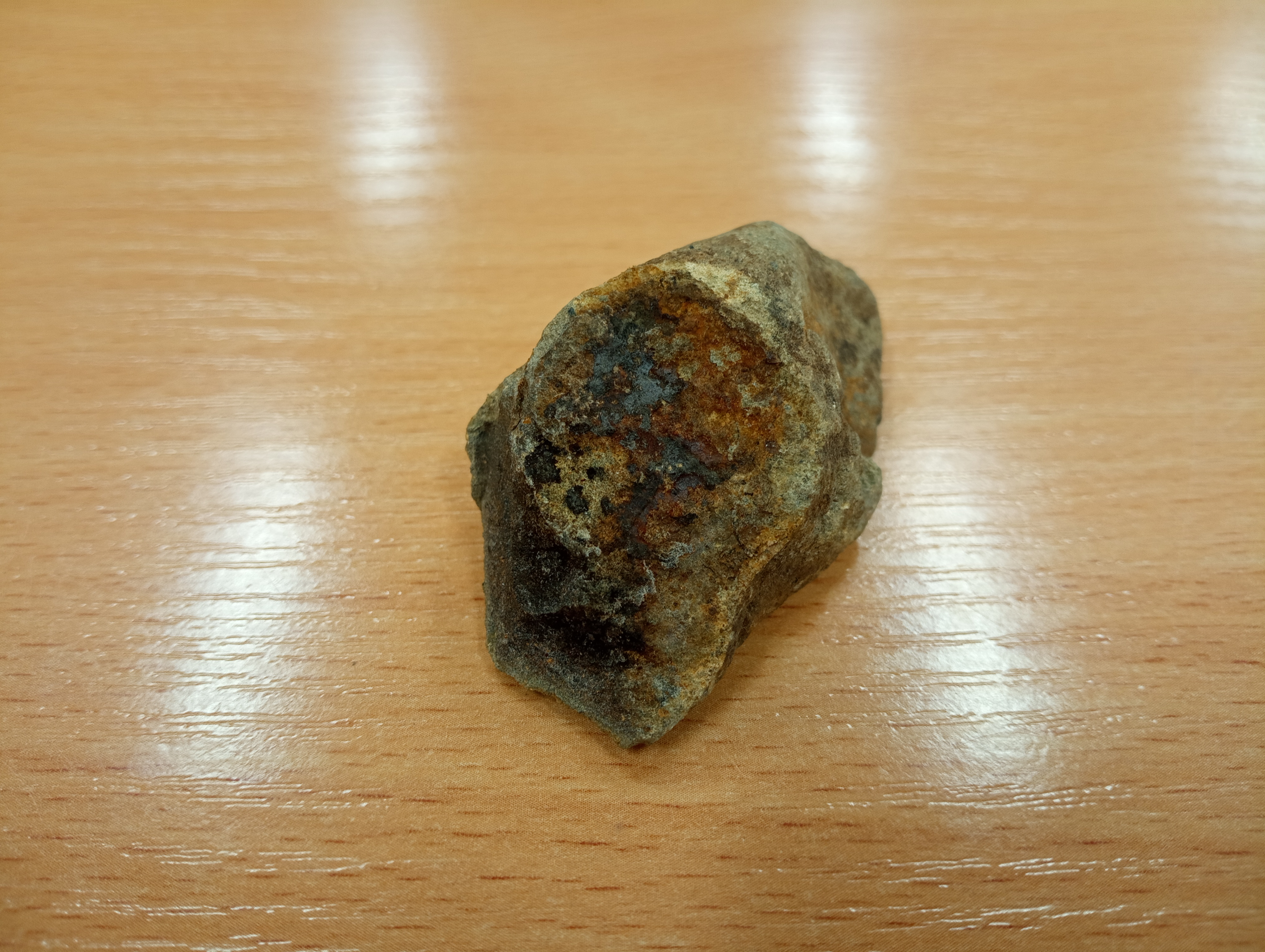
Bazaltoid ze Stinného potoka

### Vodstvo

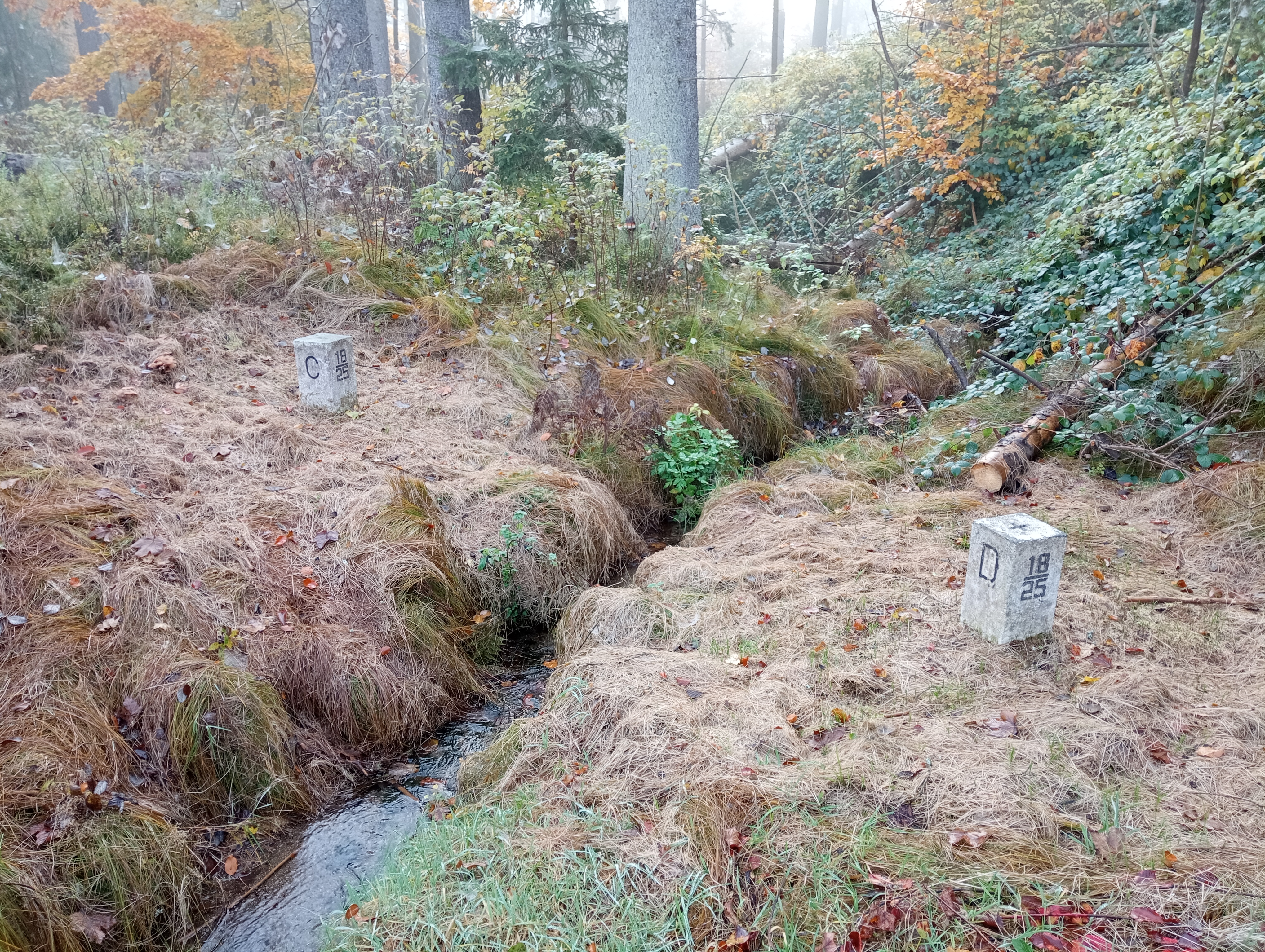
Strouha na státní hranici, území vpravo je součástí Národního parku Saské Švýcarsko

Podložní granodiorit shromažďuje v puklinách větší množství vody, která pak vyvěrá na povrch v podobě četných vodotečí. Téměř všechny potoky jsou pravostrannými přítoky Křinice nebo tvoří přítoky jejích pravostranných přítoků. Na severovýchodním svahu v nadmořské výšce téměř 500 m vyvěrá jeden z pramenů Bílého potoka. Jihovýchodně od vrcholu v nadmořské výšce asi 470 m pramení v upravené studánce Strouha, která nese na německém území název Heidelbach. Vedlejší přítoky Strouhy pramení rovněž na jihovýchodním svahu v nadmořské výšce přibližně 420 m. Nedaleko hraničního přechodu na jižním svahu v nadmořské výšce přibližně 440 m vyvěrá Stinný potok, který teče za státní hranicí pod názvem Grenzbach (Hraniční potok) a po několika stech metrech zleva vtéká do Räumichtbachu. Do Stinného potoka ústí zprava Údolní potok (Talbach či Antonitalbach), který pramení v Antonínově údolí pod bývalou restaurací na západním svahu v nadmořské výšce přibližně 490 m. Na severním a severozápadním svahu pramení v nadmořské výšce 480 až 490 m několik přítoků Hančperského potoka, který protéká městským koupalištěm a pod Parkem Anni Frind ústí zleva do Mikulášovického potoka, jehož je nejdelším přítokem. Na severním úpatí se při krajské silnici nachází Hampelův rybník, kterým protéká krátký bezejmenný přítok Hančperského potoka. Všechny tyto vodní toky náleží k úmoří Severního moře a povodí Labe. Podle hydrogeologického členění patří Hraniční vrch do rajónu Krystalinikum Šluknovské pahorkatiny.

### Podnebí

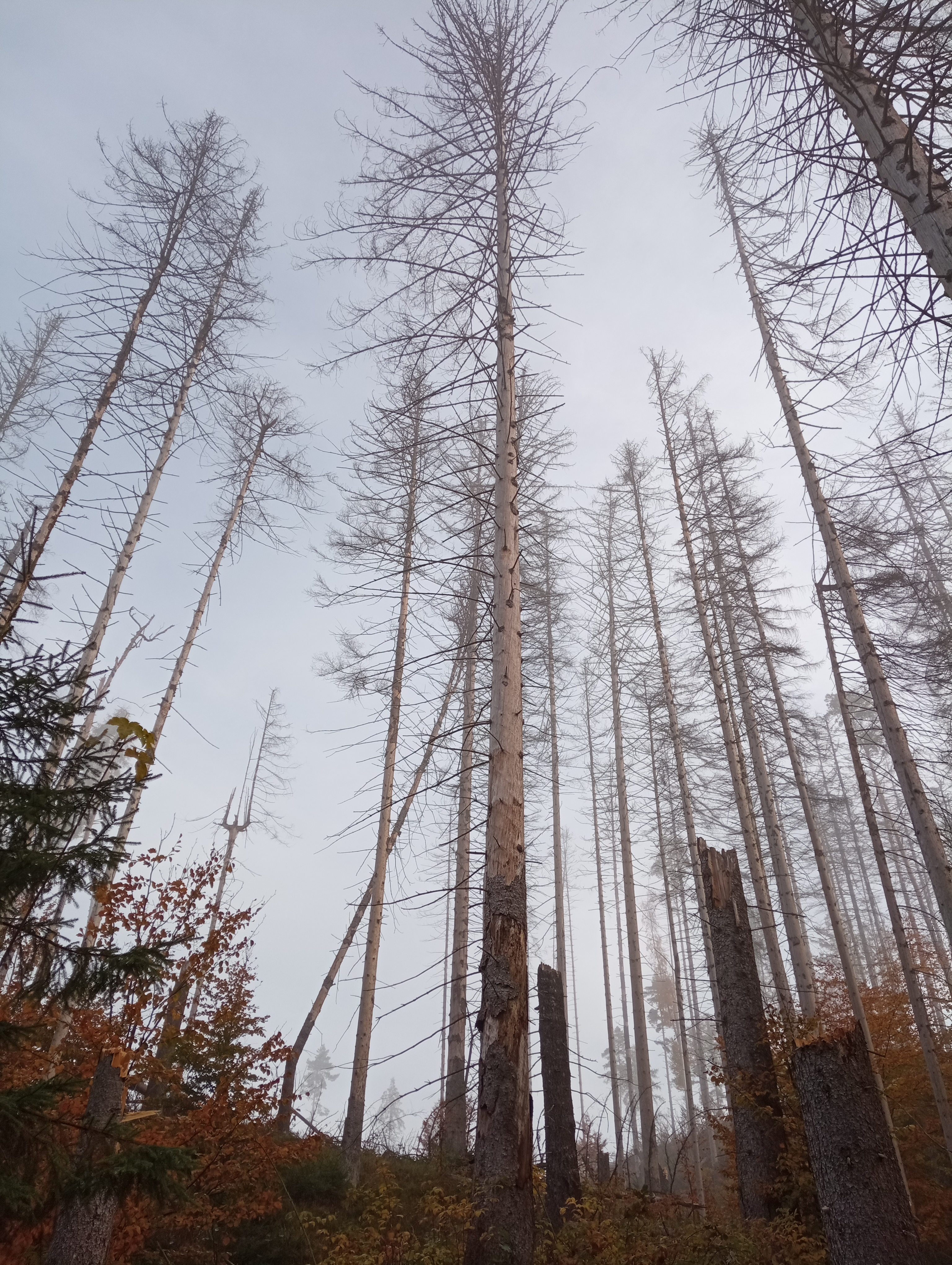
Polomy po kůrovcové kalamitě

Podle Quittovy klasifikace náleží Hraniční vrch do mírně teplé oblasti MT 4. Vzhledem k nadmořské výšce je průměrná roční teplota vzduchu odhadována na přibližně 6 °C, což je hodnota o 0,5 až 1 °C nižší, než je průměr pro Šenovskou pahorkatinu. Nadmořská výška je zároveň převažujícím faktorem ovlivňujícím teplotu vzduchu, protože západní proudění vzduchu brzdí kopce západně od Hraničního vrchu (především Tanečnice). Nejteplejším měsícem v roce je červenec, nejchladnějším je leden. Průměrné roční srážky jsou pro Hraniční vrch odhadovány na 800 až 900 mm, což je o 100 mm více než je dlouhodobý průměr pro Šluknovskou pahorkatinu.

### Flóra

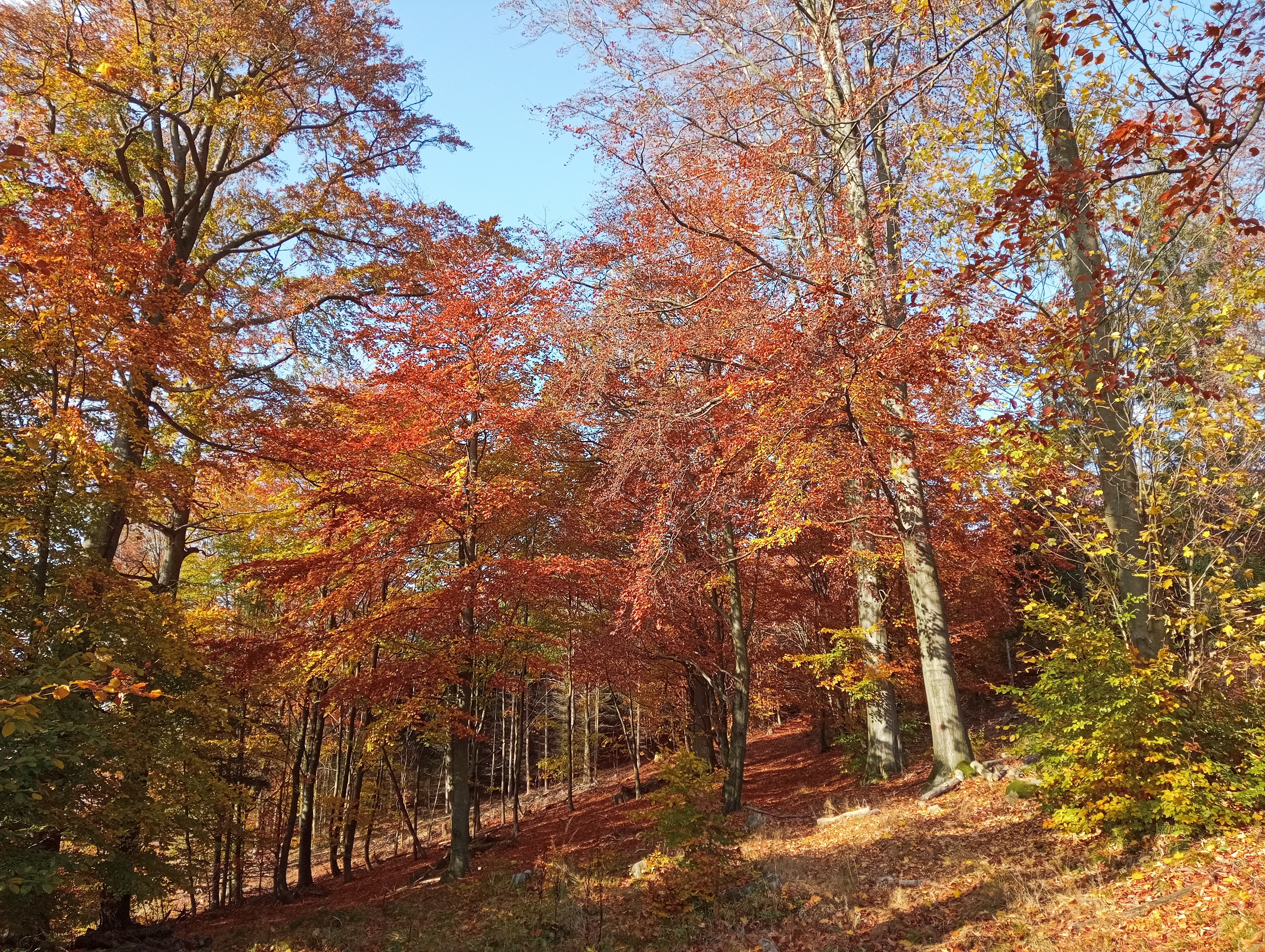
Bučina na jižním svahu

Hraniční vrch náleží k fytogeografickému okresu Šluknovská pahorkatina, který však nemá totožné hranice s geomorfologickým celkem stejného jména. Kopec leží ve 4. až 5. lesním vegetačním stupni, přičemž lesy zaujímají výraznou většinu povrchu. Potenciální přirozenou vegetací jsou acidofilní bučiny s bukem lesním (Fagus sylvatica) jako dominantní dřevinou a také údolní jasanovo-olšové luhy. Přirozené lesní porosty se dochovaly pouze fragmentovitě, zejména při vodních tocích, a od 19. století byly postupně nahrazovány hospodářskými porosty, ve kterých převažuje smrk ztepilý (Picea abies). Bylinné patro je velmi chudé a tvoří jej hlavně traviny jako metlička křivolaká (Avenella flexuosa), kostřava lesní (Festuca altissima) či bika lesní (Luzula sylvatica) a kapradiny jako kapraď samec (Dryopteris filix-mas) či papratka samičí (Athyrium filix-femina). Typickým představitelem keřového patra je brusnice borůvka (Vaccinium myrtillus). Zastoupeny jsou také houby, z nichž k nejrozšířenějším patří hřib smrkový (Boletus edulis) a muchomůrka růžovka (Amanita rubescens) či červená (Amanita muscaria). Z dřevokazných hub jsou velmi časté troudnatec kopytovitý (Fomes fomentarius) a pásovaný (Fomitopsis pinicola). Ostrůvkovité porosty při vodních tocích tvoří především olše lepkavá (Alnus glutinosa) a jasan ztepilý (Fraxinus excelsior), z bylinného patra je pak zastoupena ostřice obecná (Carex nigra). Část severovýchodních svahů pokrývají pastviny, jež jsou pozůstatkem původních mezofilních luk. Typickými zástupci travin jsou ovsík vyvýšený (Arrhenatherum elatius) či různé druhy kostřav (Festuca), z bylin jsou časté řebříček obecný (Achillea millefolium) či zvonek rozkladitý (Campanula patula).

#### Kůrovcová kalamita

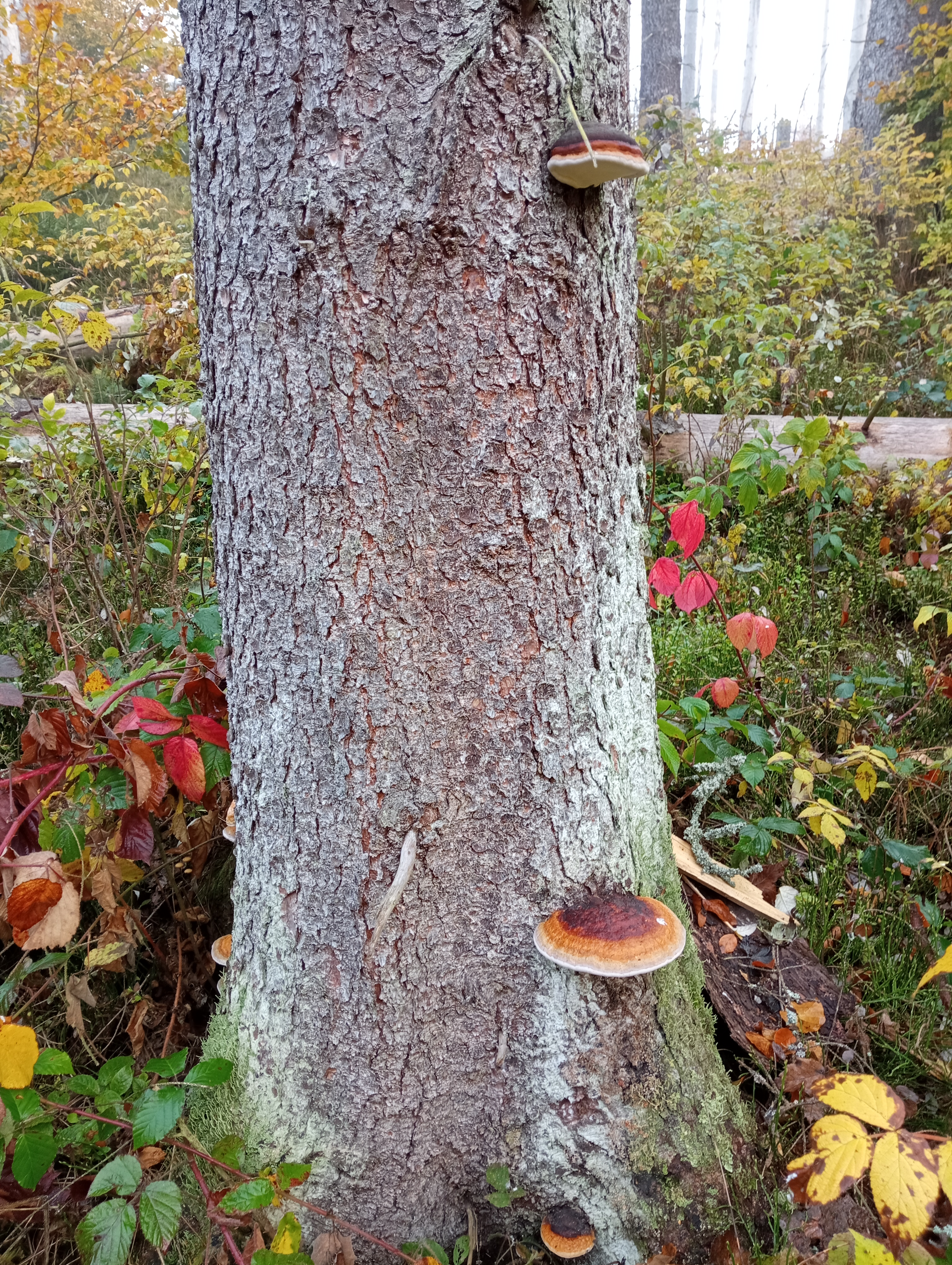
Polom smrku napadený troudnatcem pásovaným

V rámci kůrovcové kalamity, která zasáhla Česko na přelomu 10. a 20. let 21. století, patřilo Šluknovsko mezi nejpostiženější regiony jak v Ústeckém kraji, tak v celé České republice. Mezi hlavní příčiny masivního šíření lýkožrouta smrkového byla opakovaná sucha z předchozích let a s nimi související poškození rozsáhlých smrkových monokultur. Mezi lety 2019 a 2022 došlo k těžbě poškozených stromů na převážné většině plochy Hraničního vrchu a část poškozených porostů ještě vytěžena nebyla. Pro obnovu rozsáhlých odlesněných ploch naplánovaly Lesy České republiky především využití přípravných dřevin a přirozenou obnovu ze semen stojících stromů.

### Fauna
Protože většinu plochy pokrývají hospodářsky využívané smrkové monokultury, vyskytují se zde zástupci živočichů typických pro krajinu středoevropských lesů. Nejpočetnější a také nejpodrobněji zkoumanou skupinou živočichů je hmyz. Z motýlů je hojný lišaj borový (Sphinx pinastri), jehož housenka žije i na smrcích, či přástevník medvědí (Arctia caja). Z brouků patří mezi nejhojnější lýkožrout smrkový (Ips typographus) jako hlavní škůdce lesních porostů a také jeho predátor pestrokrovečník mravenčí (Thanasimus formicarius), dále chrobák lesní (Anoplotrupes stercorosus) či kovařík zelený (Ctenicera pectinicornis). Na vodní toky a okolní mokřady jsou vázaní v regionu běžní obojživelníci jako ropucha obecná (Bufo bufo), skokan hnědý (Rana temporaria) a čolek obecný (Lissotriton vulgaris). Ptáci jsou ve Šluknovském výběžku početně nejrozšířenější skupinou obratlovců, avšak v druhé polovině 20. století došlo vlivem lidské činnosti k vymizení mnoha druhů sov – například sovy pálené (Tyto alba) a sýčka obecného (Athene noctua) – a většiny hrabavých, především tetřeva hlušce (Tetrao urogallus), tetřívka obecného (Lyrurus tetrix) a koroptve polní (Perdix perdix). K hojným ptačím druhům patří káně lesní (Buteo buteo), strakapoud velký (Dendrocopos major), datel černý (Dryocopus martius), žluna šedá (Picus canus), čížek lesní (Spinus spinus) či hýl obecný (Pyrrhula pyrrhula). Typičtí zástupci savců jsou zejména srnec obecný (Capreolus capreolus), jelen evropský (Cervus elaphus), prase divoké (Sus scrofa), netopýr velký (Myotis myotis), liška obecná (Vulpes vulpes), kuna lesní (Martes martes), jezevec lesní (Meles meles) a od roku 2018 také vlk obecný (Canis lupus).

### Ochrana životního prostředí
Celý povrch Hraničního vrchu se nachází ve velkoplošných chráněných územích. Česká část kopce zasahuje do nejsevernější části Chráněné krajinné oblasti Labské pískovce, která se v tomto regionu zároveň překrývá s Ptačí oblastí Labské pískovce. Německá část vrchu zasahuje do Chráněné krajinné oblasti Saské Švýcarsko a do Národního parku Saské Švýcarsko.

## Historie
Ve 13. století se stalo široké okolí součástí panství Hohnstein, jehož centrem byl stejnojmenný hrad. Z něj byla v průběhu druhé poloviny 13. století organizována kolonizace rozsáhlého neobydleného hvozdu. V této době byly založeny Mikulášovice a patrně také Hinterhermsdorf (zprvu nazývaný jen Hermsdorf). Obě vsi byly propojené cestou, jež se stala součástí České cesty, která přes Zadní Saské Švýcarsko propojovala území dnešního Šluknovského výběžku s českým územím kolem Vysoké Lípy. Ještě ve středověku křižovala tuto cestu Zlodějská stezka, která sloužila nejen pašerákům a lapkům, ale také jako spojnice k obchodní cestě vedoucí z Mikulášovic přes úpatí Tanečnice do přístavu Bad Schandau. Hraniční vrch tak byl od středověku lokálně významným dopravním uzlem, přesto zde však nedošlo k osídlení, jako tomu bylo v případě nedaleké Tanečnice. Již od středověku se táhly od mikulášovických statků dlouhé plužiny polností a lesních pozemků, které končily až na státní hranici. V polovině 19. století proběhla rozsáhlá oprava silnice spojující Mikulášovice s Hinterhermsdorfem, během které nechala obec Mikulášovice při cestě vztyčit nový kříž datovaný rokem 1858. První budovy na vrchu vyrostly na přelomu 19. a 20. století; v roce 1900 to byla nevelká výletní restaurace Antonital a roku 1904 při hlavní silnici masivní budova hostince Gasthaus Hantschberg.

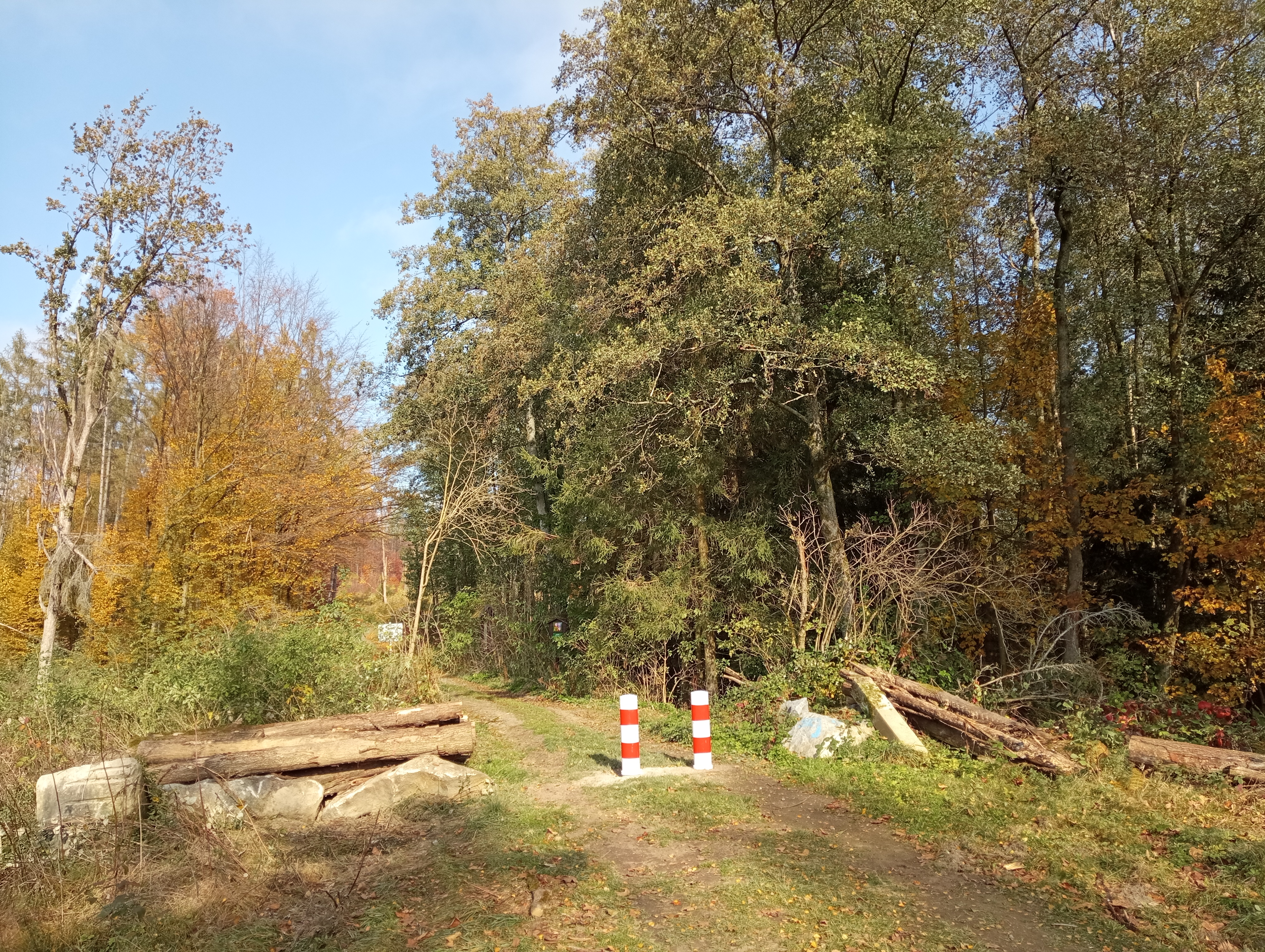
Hraniční přechod na jižním úpatí

Na konci druhé světové války ve dnech 8. a 9. května 1945 přes Hraniční vrch hromadně prchali vojáci Wehrmachtu a kolem Hinterhermsdorfské silnice po nich zůstalo velké množství zbraní a munice. S koncem války byly také vyrabovány obě restaurace a zničené budovy byly nedlouho po válce strženy. V poválečném období byl uzavřen hraniční přechod. Velká část Hraničního vrchu se ocitla v hraničním pásmu, které bylo střežené, ohraničené širokým průsekem a běžným občanům nepřístupné. Zrušeno bylo až v roce 1964 a poté byly zdejší lesy postupně zpřístupněny veřejnosti. V poválečném období byly sloučeny původní podlouhlé plužiny polí a lesů, mnoho původních polí a pastvin bylo zalesněno. Po sametové revoluci se objevily snahy o přeshraniční spolupráci a zpřístupnění Hraničního vrchu turistickému ruchu, s čímž se pojily i negativní jevy, jako převážení kradených předmětů přes hranice a převádění uprchlíků. Roku 1992 byl u příležitosti slavností v Hinterhermsdorfu jednorázově otevřen hraniční přechod. Jeho stálé otevření pro pěší a cyklisty následovalo roku 1996 a v roce 2000 bylo upraveno zabezpečení přechodu pro případ průjezdu hasičských vozů. V souvislosti s otevřením hraničního přechodu byla k hranicím přivedena turistická stezka a cyklostezka, další byla na Hraniční vrch přesměrována v roce 2011. Po roce 2018 byla velká část lesů vytěžena z důvodu jejich zničení v důsledku kůrovcové kalamity.

## Stavby a drobné památky

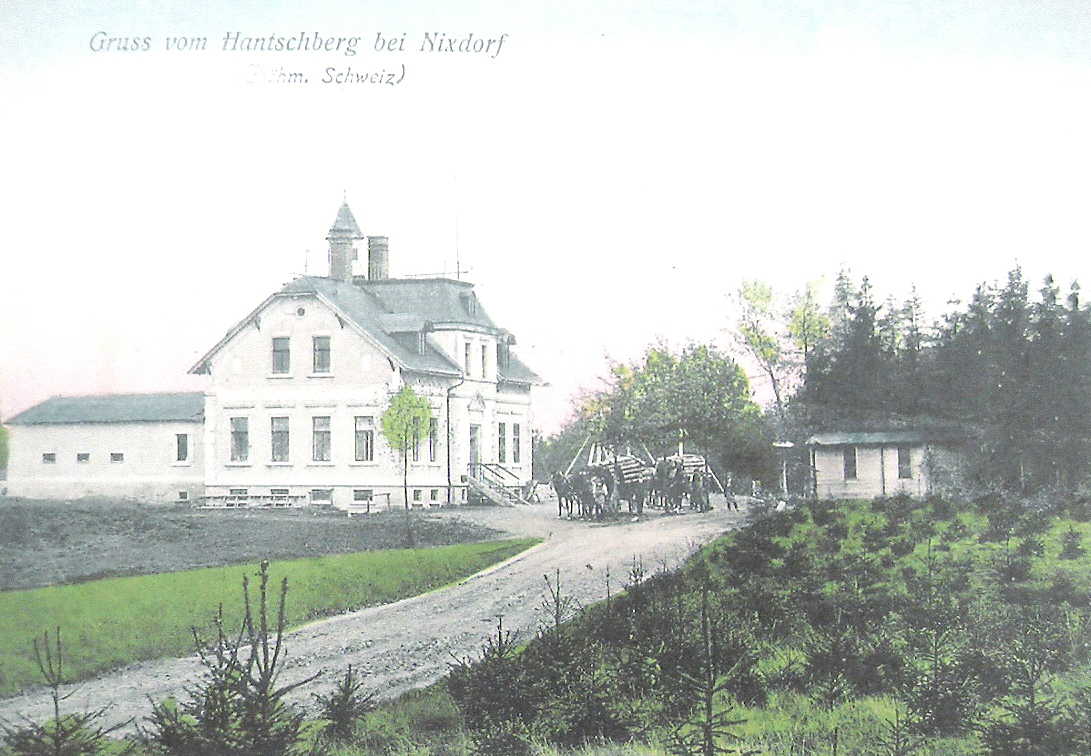
Pohlednice s fotografií hostince Hantschberg

První budova, která byla na Hraničním vrchu postavena, byla výletní restaurace Antonital (Antonínovo údolí). Vybudována byla roku 1900 při jedné z mnoha lesních cest západně od vrcholu Hraničního vrchu v horní části Antonínova údolí. Prvními provozovateli se stali manželé Mathilde a Johann Rämischovi. Areál, obklopený listnatými stromy (převážně jírovci), sestával z dřevěné budovy restaurace, venkovního posezení a malého rybníčku. Restaurace byla zlikvidována brzy po druhé světové válce, přičemž z dřevěné budovy se zachovaly jen kamenné základy. Při křižovatce cest východně od vrcholu byla v roce 1904 postavena masivní zděná budova hostince Gasthaus Hantschberg (čp. 254), kterou provozoval nejprve Martin Wilhelm Sturm a naposledy Wenzel Leimer. Restaurace měla v lokále vyhledávaný kulečník a střecha budovy byla vybavena vyhlídkovou terasou. Po druhé světové válce nebyl hostinec obnoven, budova zchátrala a v 50. letech 20. století byla stržena. V druhé polovině 70. let 20. století probíhala na sousedním vrchu Radar výstavba vojenského areálu. V této době byla postavena vedle bývalého hostince zděná garáž. Ta přešla na počátku 21. století do soukromého vlastnictví a v roce 2010 byla přestavěna na obytný dům (čp. 78). Ten tak zůstal jedinou budovou na Hraničním vrchu.
Při krajské silnici stojí Hančperský či Hančův kříž (Hantschbergkreuz či Hantschkreuz), který vybudovala na místě staršího dřevěného kříže v roce 1858 obec Mikulášovice. Kříž obklopují čtyři lípy malolisté (Tilia cordata), podstavec je zhotovený z místního lužického granodioritu a do něj je vsazen masivní litinový kříž s korpusem Krista. Renovaci a žehnání kříže zorganizoval v roce 2018 Spolek Nixdorf. Naproti bývalému hostinci je u silnice osazen malý granodioritový pomník. Ten upomíná na sedláka Franze Schneidera z čp. 240, kterého zde roku 1885 při svážení dřeva zabil blesk.

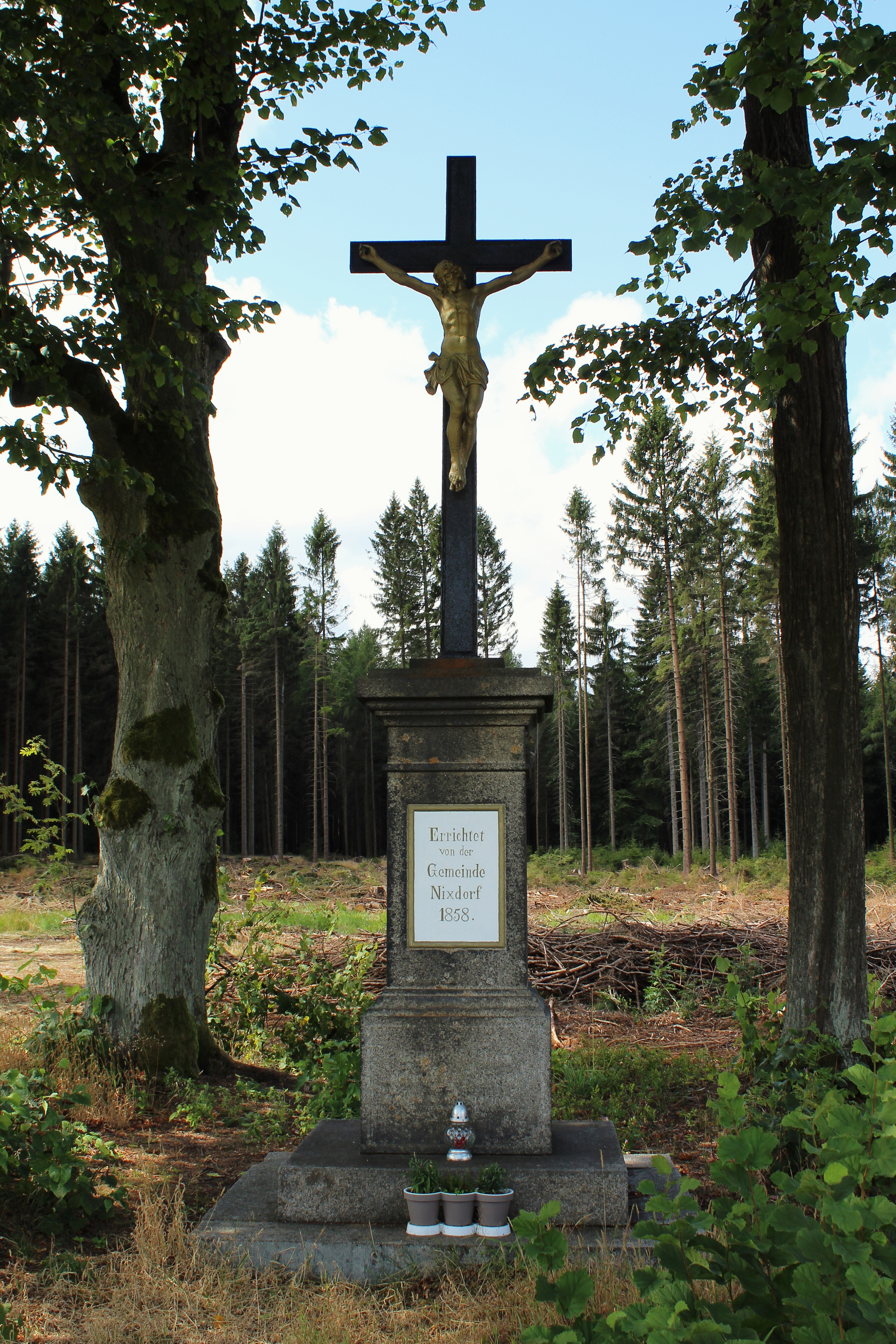
Hančperský kříž po renovaci
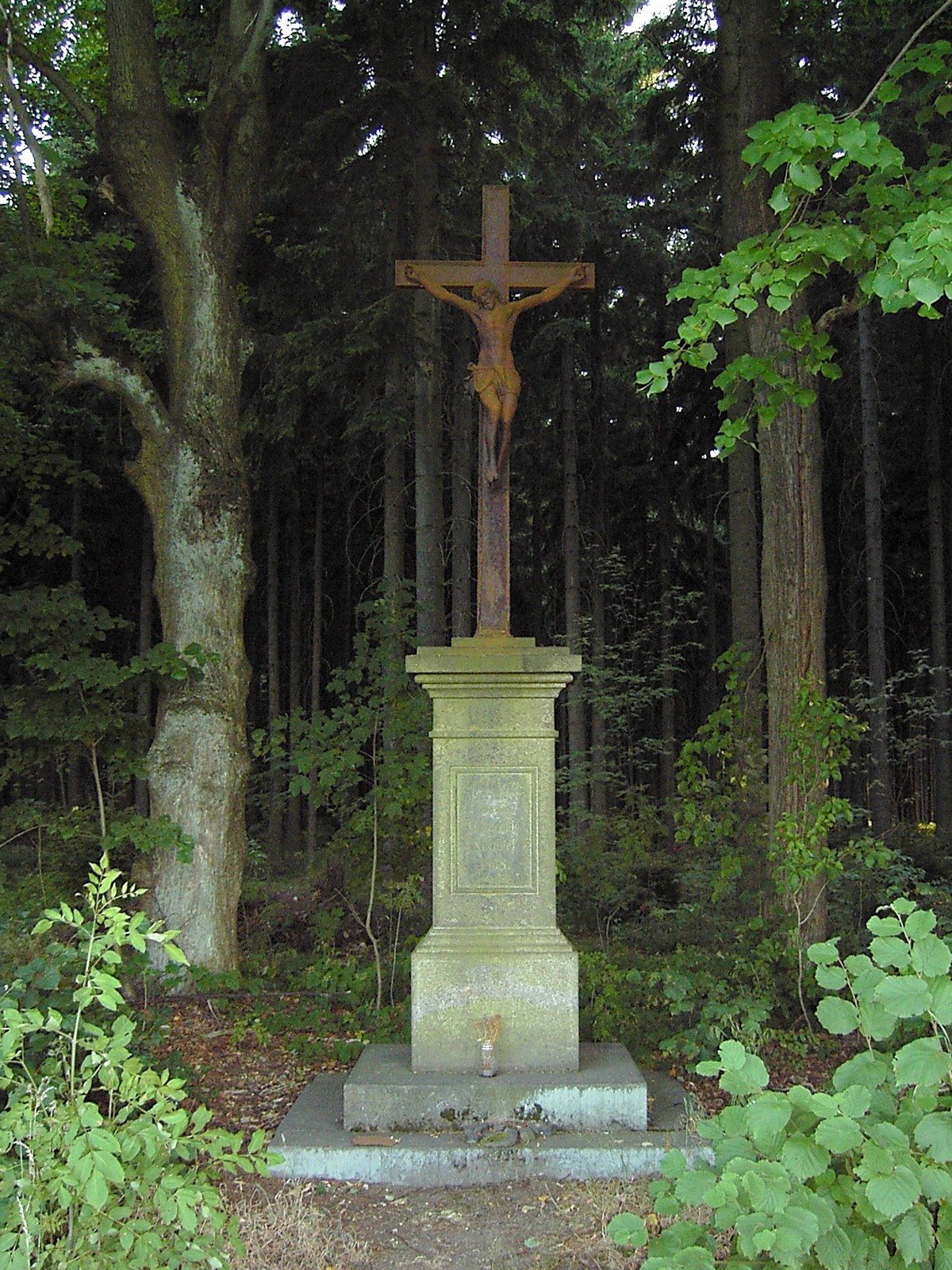
Hančperský kříž před renovací
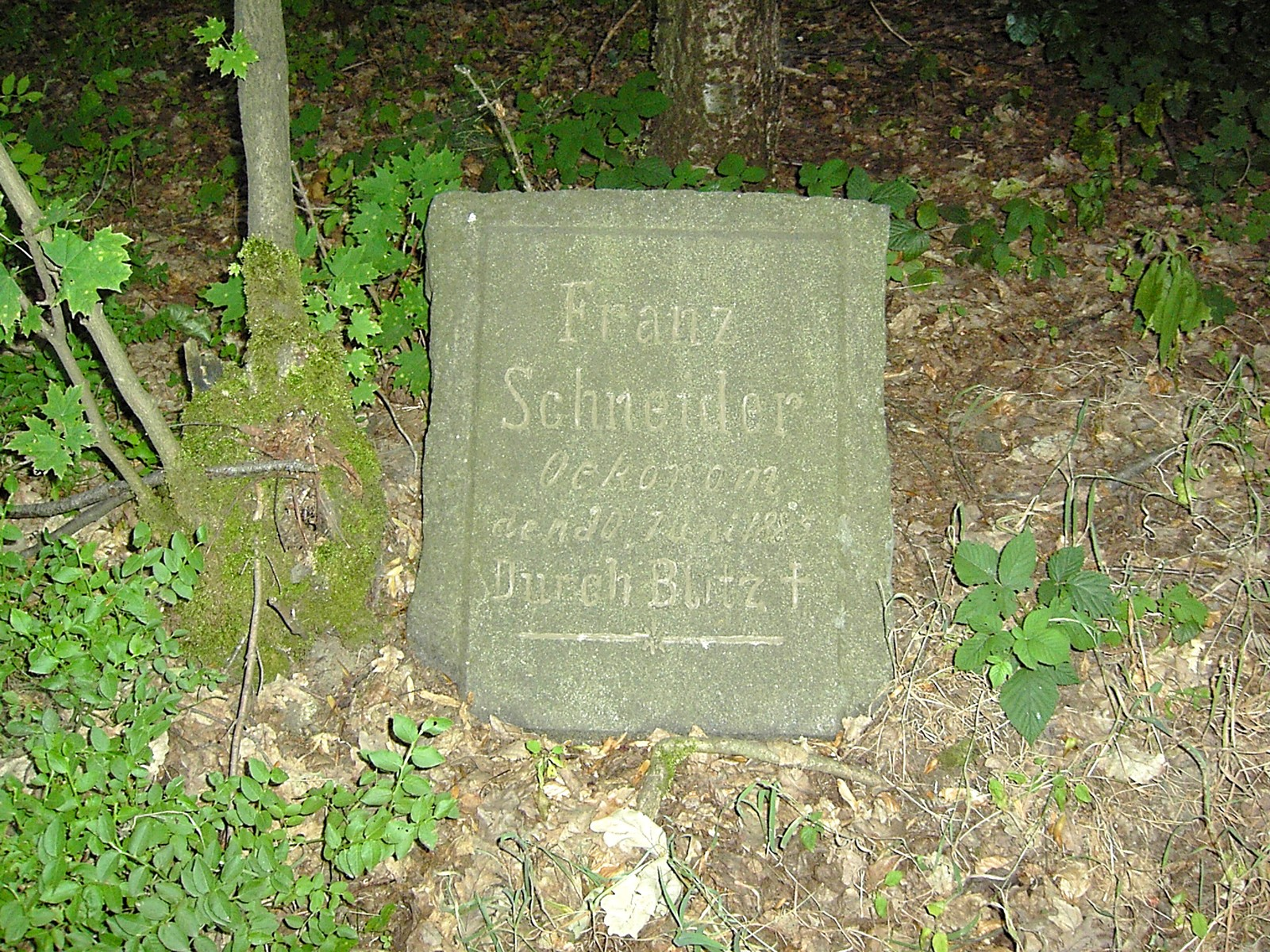
Pomník Franze Schneidera
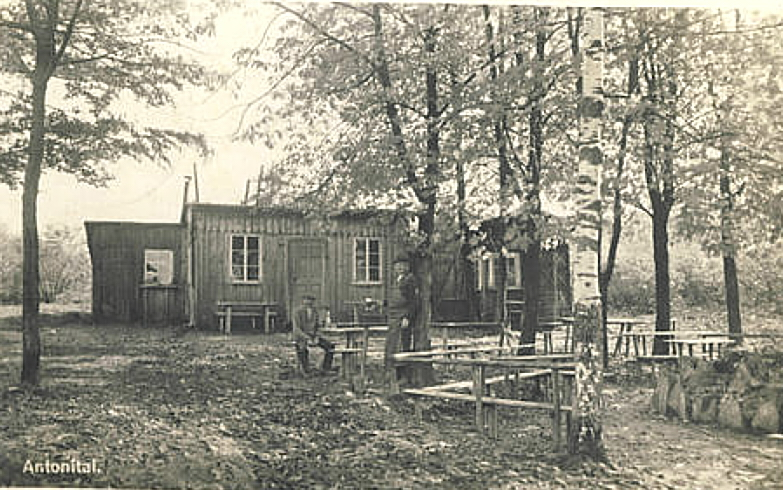
Pohlednice s fotografií restaurace Antonital
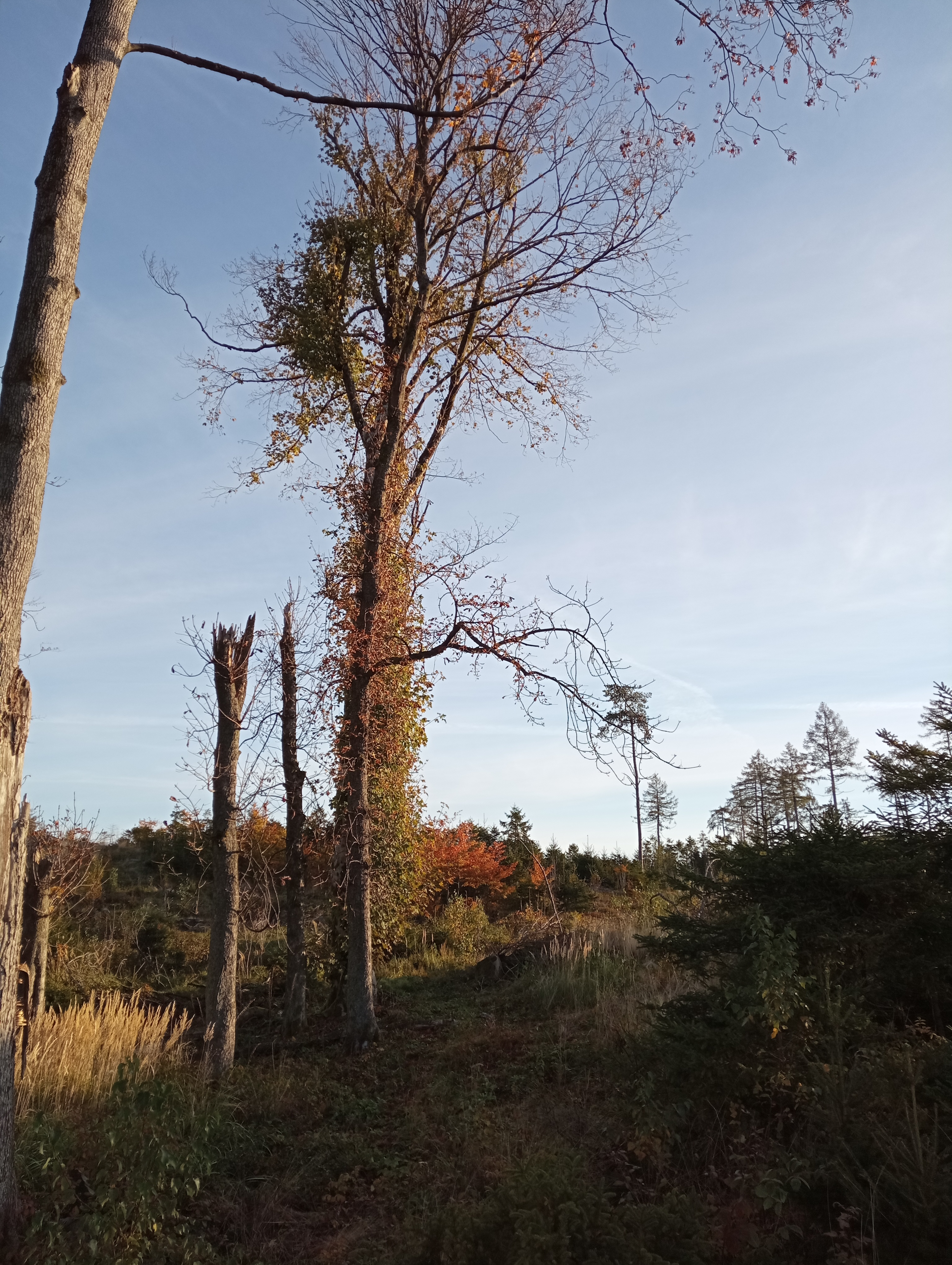
Pozůstatky restaurace Antonital
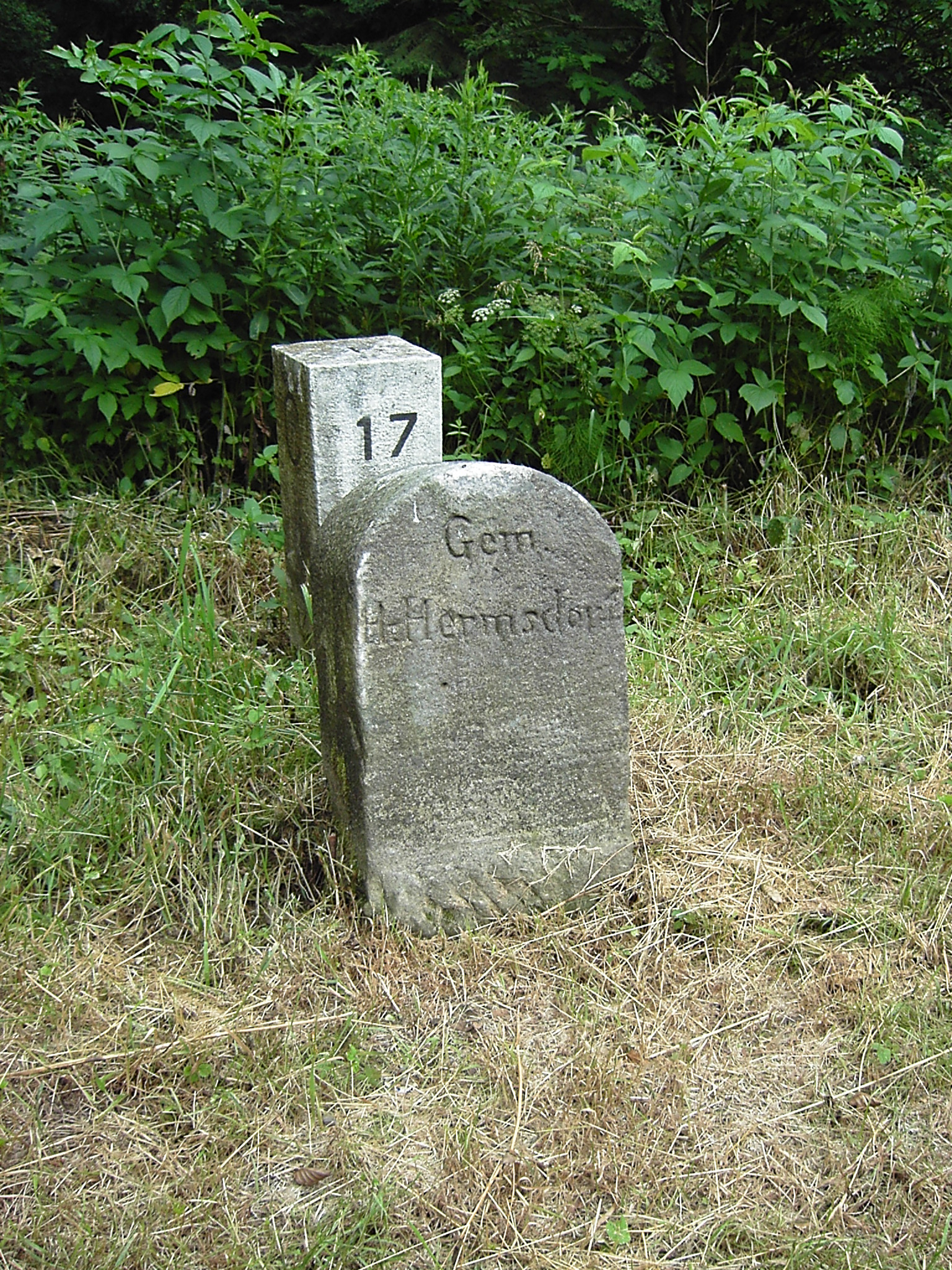
Starý pískovcový hraniční kámen

## Doprava

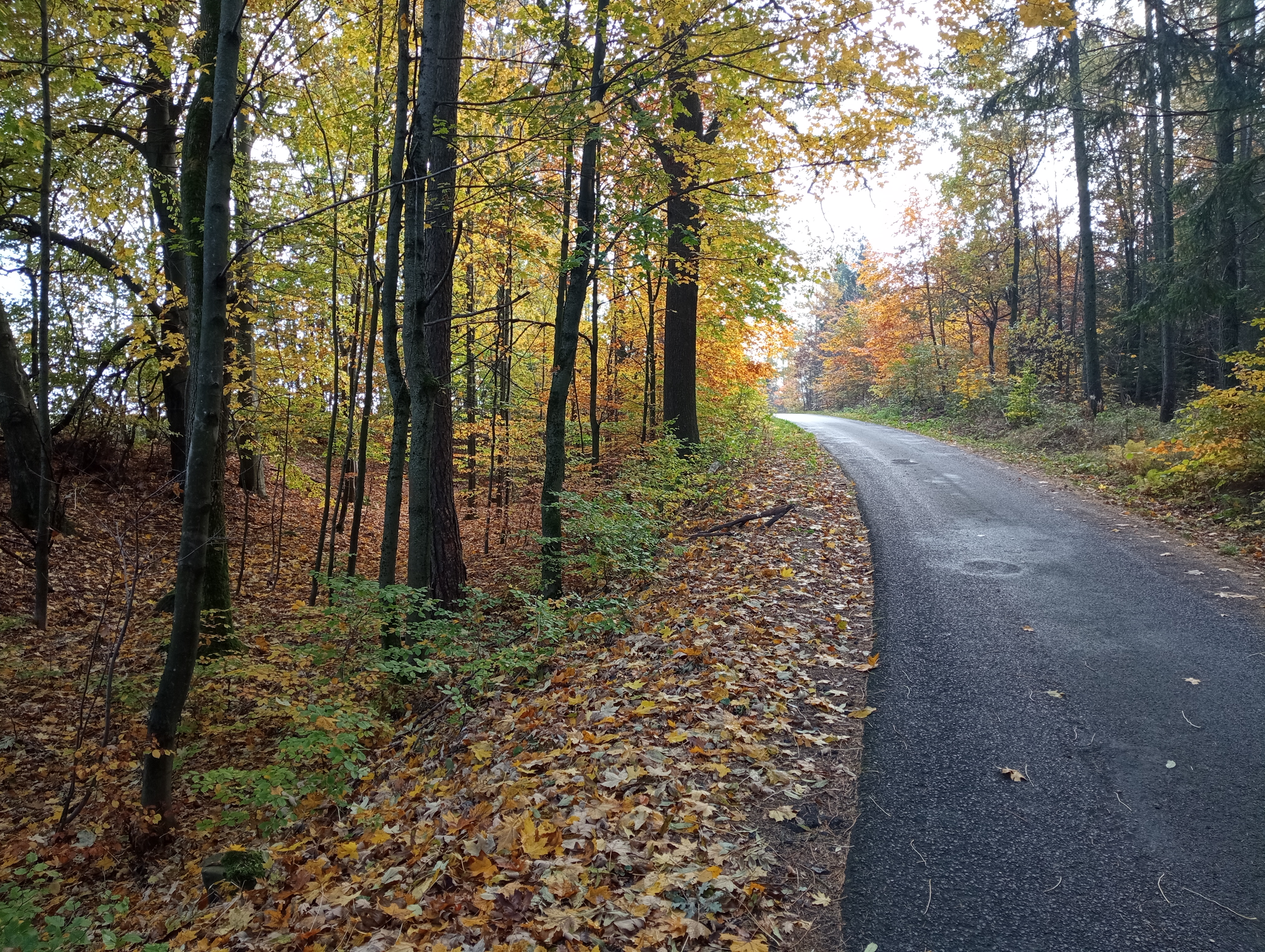
Silnice III/26511, vlevo původní úvoz

Ze středních Mikulášovic vede na křižovatku cest s odstavnou plochou, jež se nachází severozápadně od vrcholu, krajská silnice III/26511 a dále pokračuje jako zpevněná lesní cesta ke státní hranici a na německé území. Silnice je součástí od středověku využívané České stezky (Böhmische Straße), která vedla z lipovského panství přes Mikulášovice a Hraniční vrch na saské území do Hinterhermsdorfu a dále přes Zadní Jetřichovice zpět na území české. Z mikulášovické strany byl tento úsek nazýván (Hermsdorfer či Hinterhermsdorfer Straße) (Hermsdorfská či Hinterhermsdorfská cesta) a z německé strany jako (Alte Nixdorfer Straße) (Stará mikulášovická cesta). V polovině 19. století prošla cesta rozsáhlou úpravou a pod Hančperským křížem opustila původní, hluboce zaříznutý úvoz. Hraniční přechod na jihovýchodním úpatí byl do konce druhé světové války využívaný pro automobilovou dopravu, po jeho znovuotevření v roce 1996 slouží pouze pro pěší a cyklisty.
Na hlavní křižovatce cest nedaleko vrcholu křižuje hlavní silnici ve směru od západu a severovýchodu Zlodějská stezka (Diebstraße). Ta je středověkého původu a sloužila k obcházení oficiálních obchodních tras a celnic. Jihovýchodním směrem od křižovatky vede ke Steinbergu za Hinterhermsdorfem Vápenná cesta (Kalkstraße), která získala své jméno podle podle vápna, které se po ní vozilo ze Saska na lipovské panství. Vápennou cestu křižuje Kostelní stezka (Kirchsteig), která sloužila po prosazení reformace v roce 1534 věřícím ze Saupsdorfu při cestě do brtnického kostela svatého Martina.

## Turistika

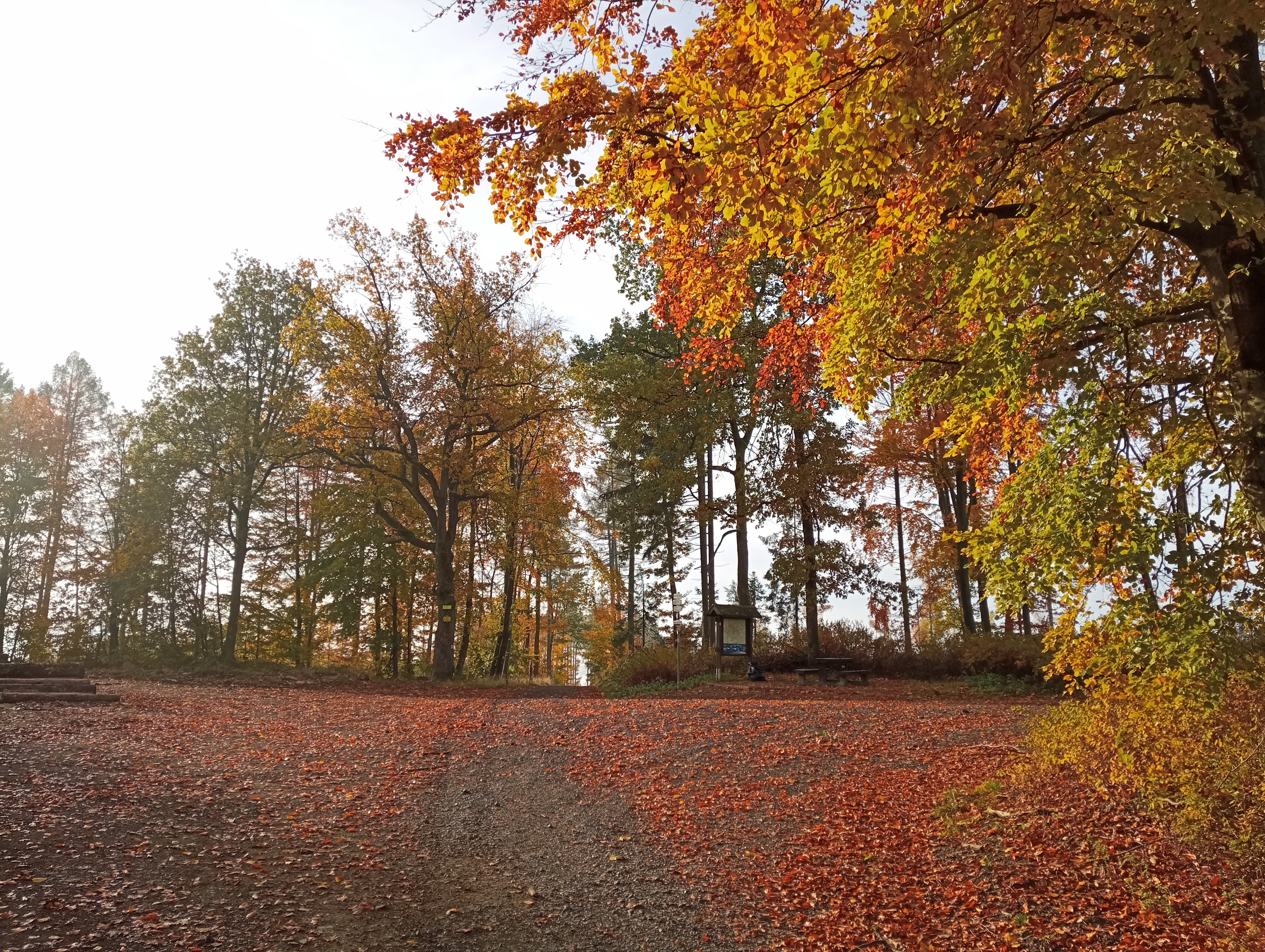
Křižovatka cest s rozcestníkem; vpravo Zlodějská stezka, rovně Hinterhermsdorfská cesta a vlevo Vápenná cesta

Ve směru od Tanečnice a Hůrky vede po Zlodějské stezce severně od vrcholu modrá turistická stezka zvaná Stezka Českem. Dále pokračuje po Vápenné cestě a Kostelní stezce směrem k Plešnému a Zelenému kříži na Hrazeném. Na modrou turistickou stezku navazuje na křižovatce s rozcestníkem a odpočívadlem (místo je značeno jako bod záchrany DC 041) žlutá stezka, která vede po lesní cestě přes státní hranici k rozcestníku pod Weifbergem. Zde žlutá trasa končí a navazují na ni další turistické trasy. Od středních Mikulášovic vede po krajské silnici cyklostezka číslo 3041, která končí na státní hranici u hraničního přechodu. Zelená turistická stezka, spojující mikulášovické náměstí s Wachbergem, prochází v bezprostřední blízkosti severního až západního úpatí.

## Výhledy a okolí
Do roku 1945 poskytovala kruhový výhled restaurace Gasthaus Hantschberg, která měla na střeše vybudovanou vyhlídkovou terasu. Po uzavření restaurace a jejím následném zboření poskytoval vrch pouze velmi omezený výhled severním směrem na Mikulášovice. Nové možnosti výhledu, zvláště na oblast Českosaského Švýcarska, přinesla intenzivní těžba kůrovcového dřeva v letech 2019 až 2021.
| Tanečnice 3,7 km Hůrka 1,6 km                                   | Jáchym 9,2 km Strážný vrch 6,3 km Šenovský vrch 3,8 km | Hrazený 5,4 km Plešný 4,4 km Radar 1,1 km                                  |
| Wachberg 1,6 km                                                 | větrná růžice                                          | Severák 3,0 km Vlčí hora 7,2 km                                            |
| Sandberg 1,6 km Tännichtkuppe 2,4 km Großer Zschirnstein 9,1 km | Weifberg 1,1 km Růžovský vrch 12,8 km                  | Ptačí vrch 2,8 km Steinberg 2,9 km Vápenný vrch 9,5 km Široký vrch 10,9 km |

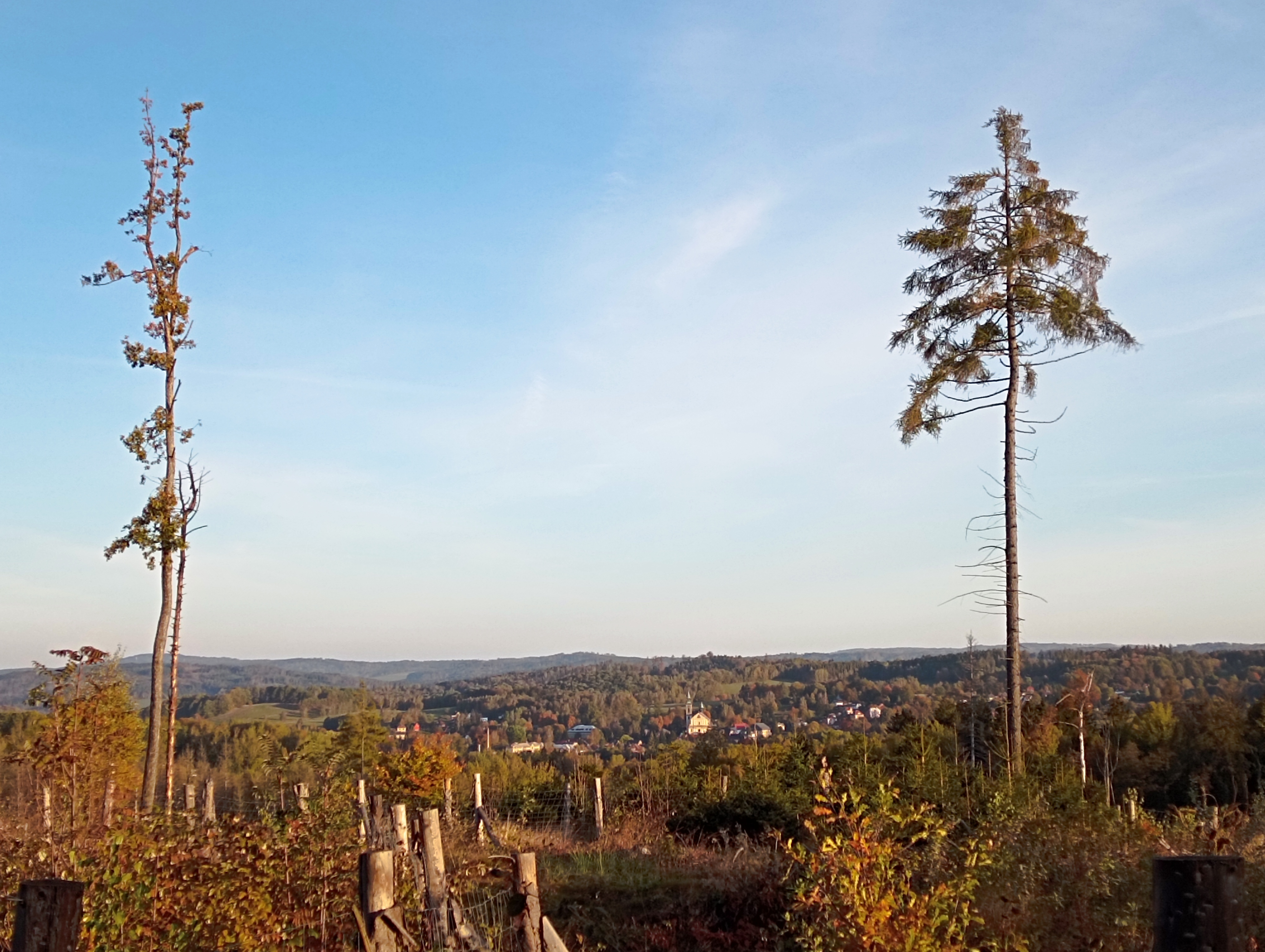
Pohled severním směrem na Mikulášovice
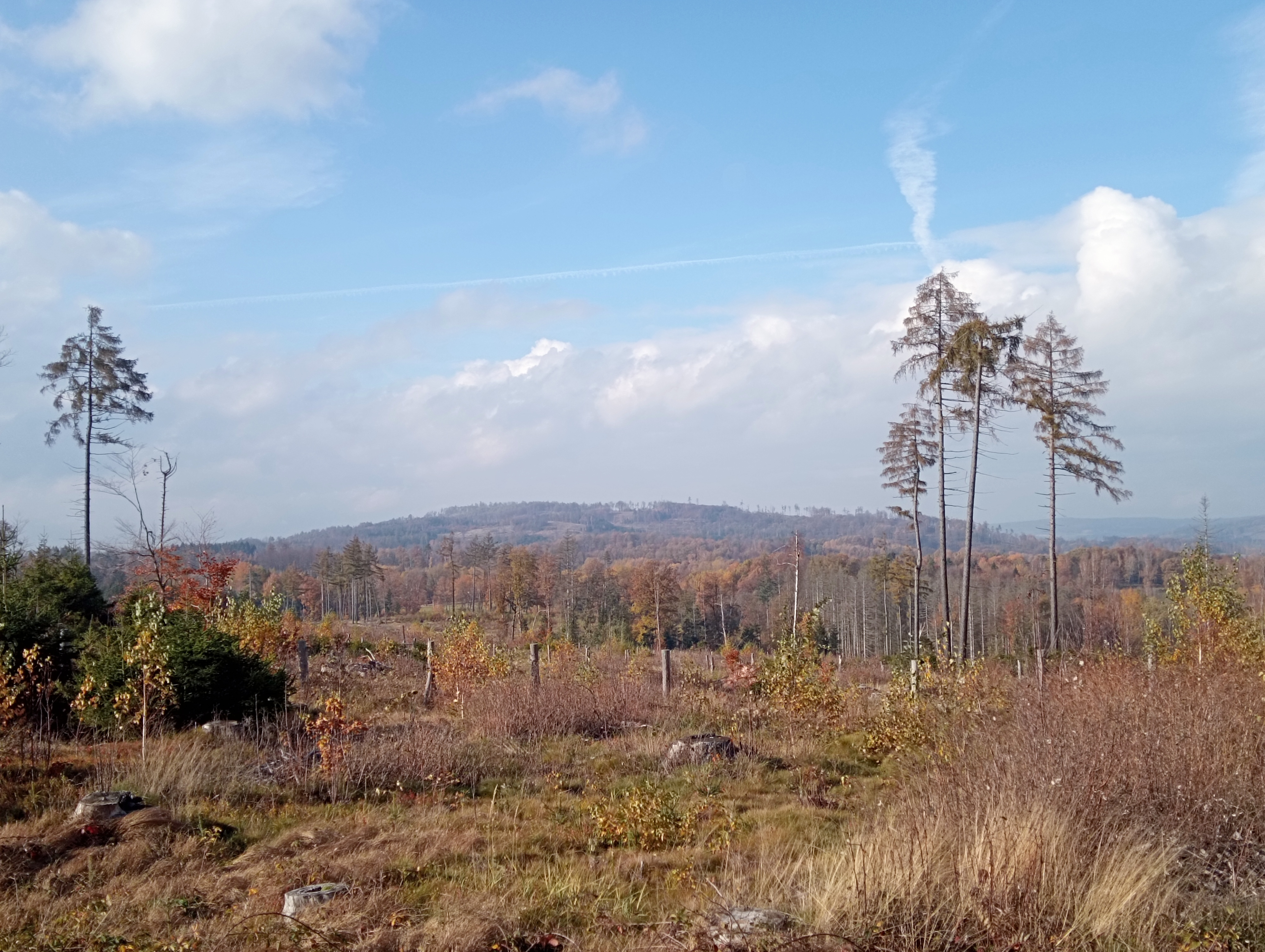
Pohled severozápadním směrem na Tanečnici
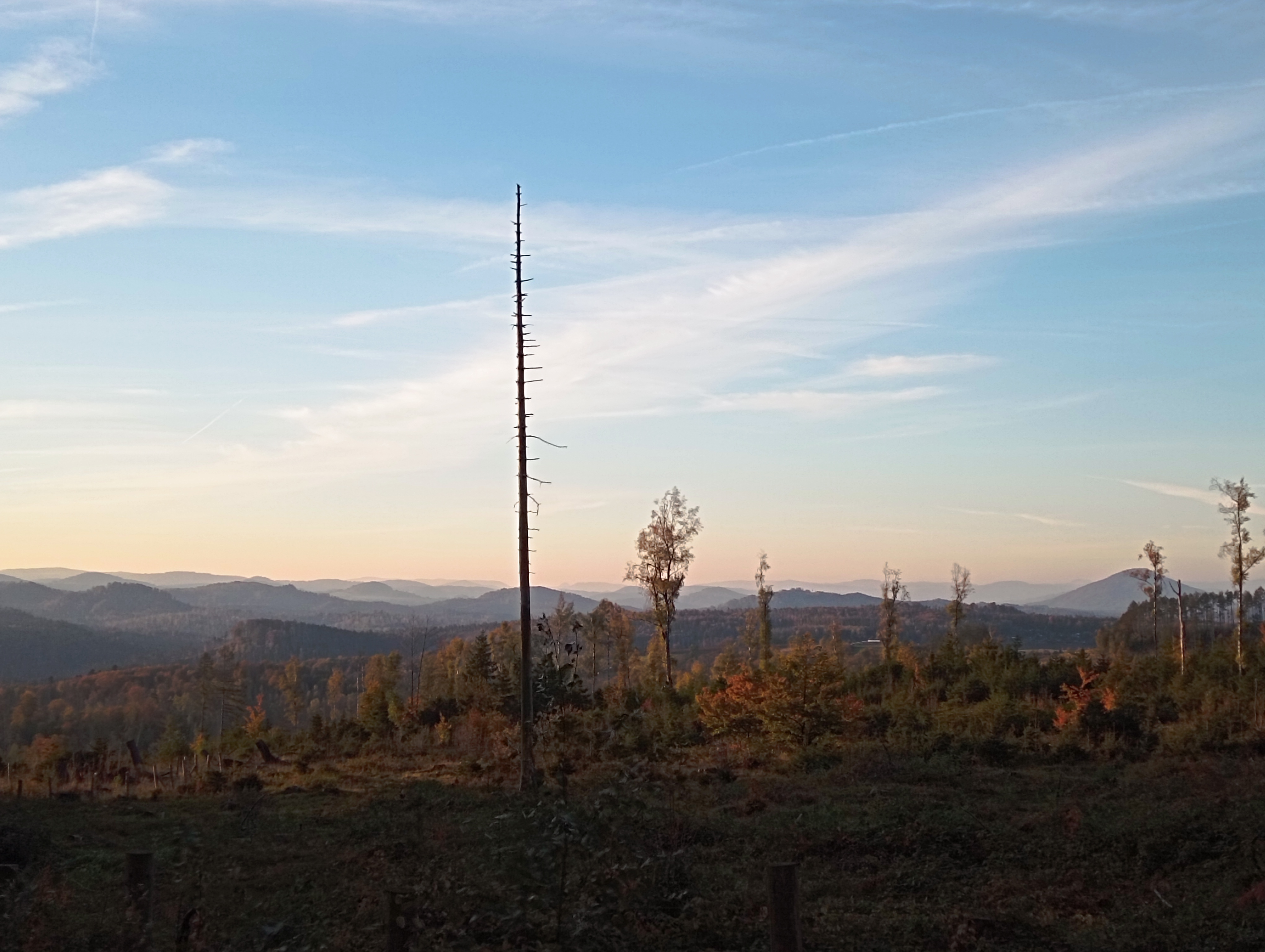
Pohled jižním směrem na Českosaské Švýcarsko
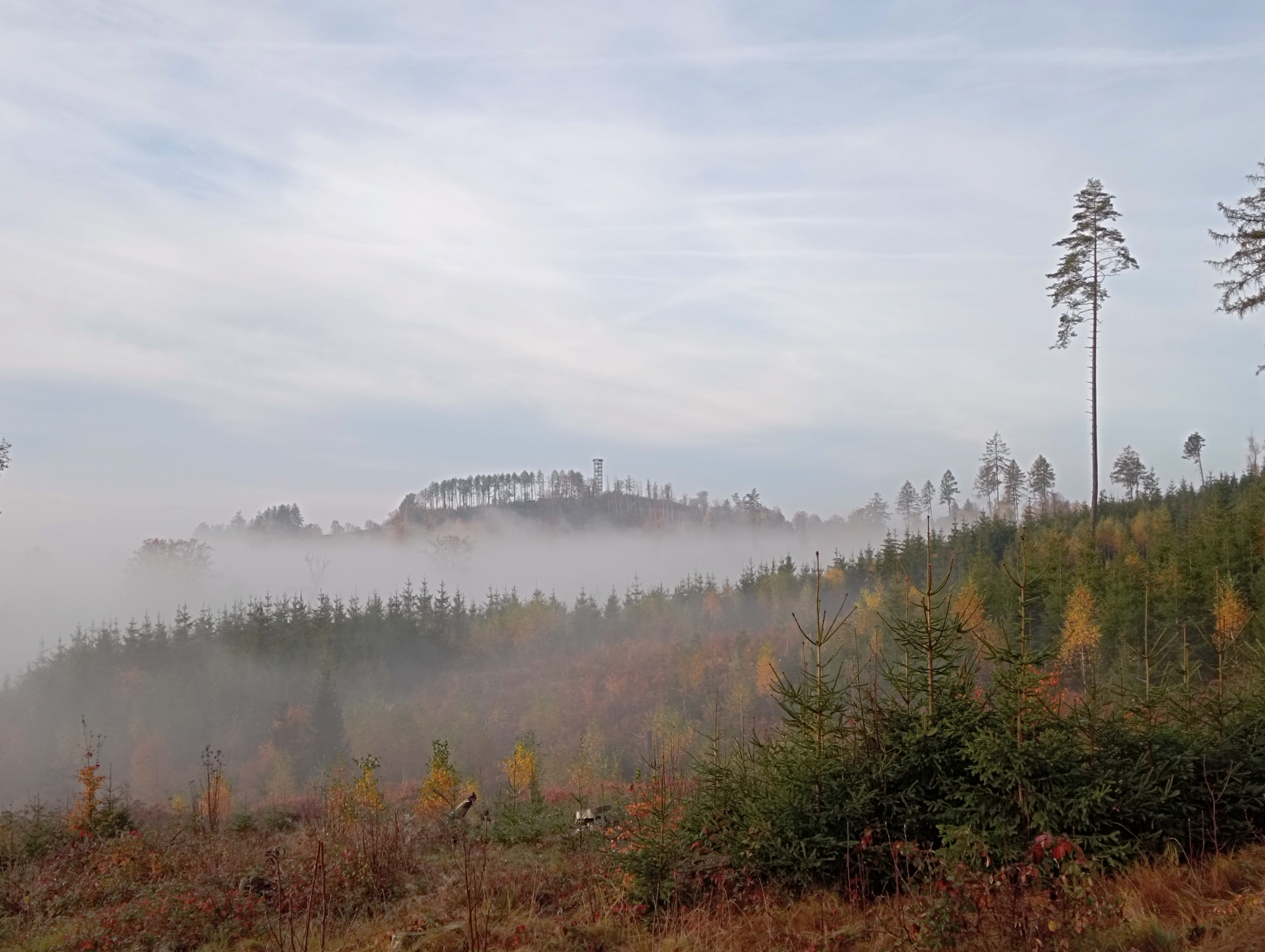
Pohled jižním směrem na Weifberg
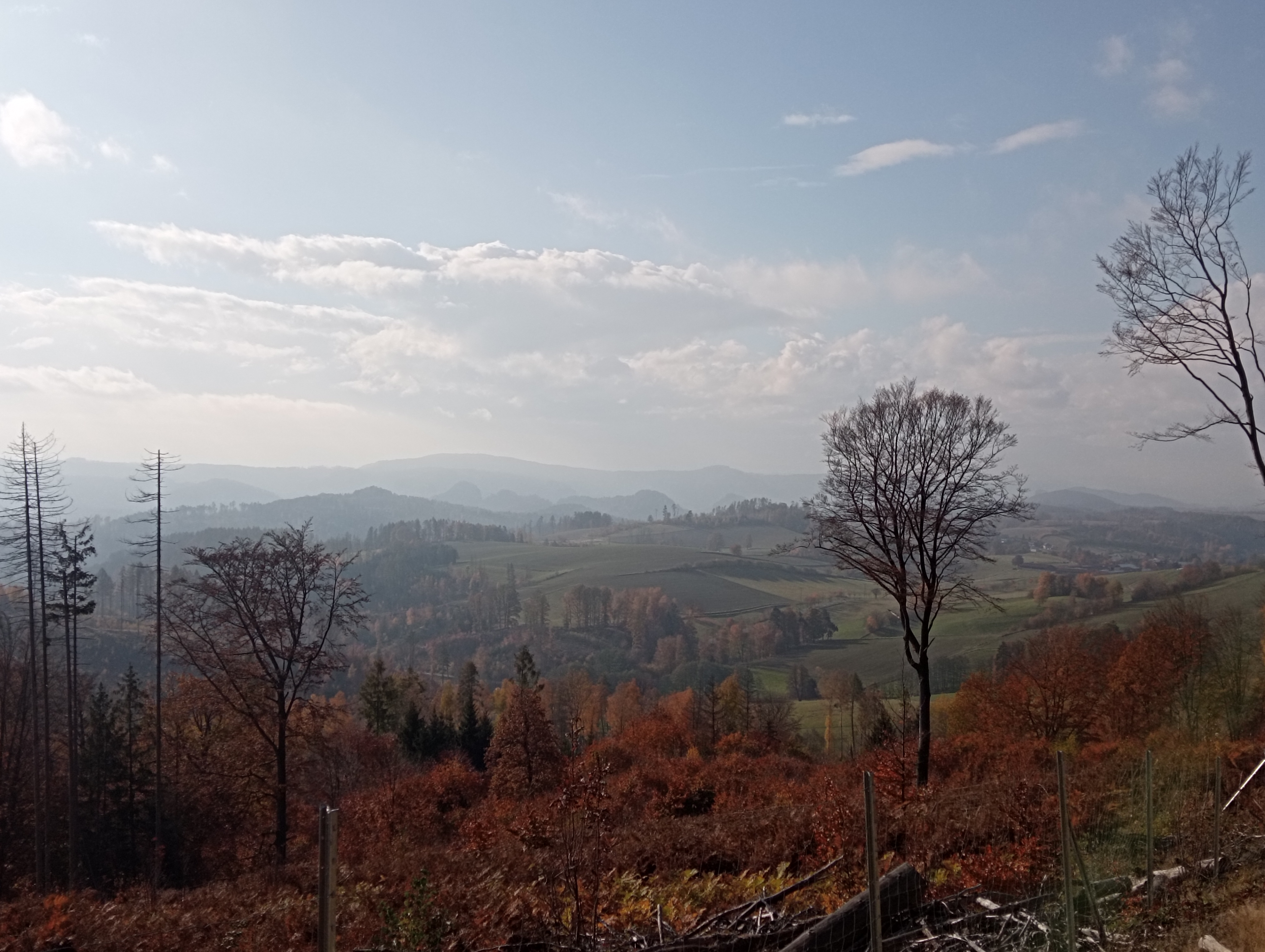
Pohled jihozápadním směrem na Großer Winterberg
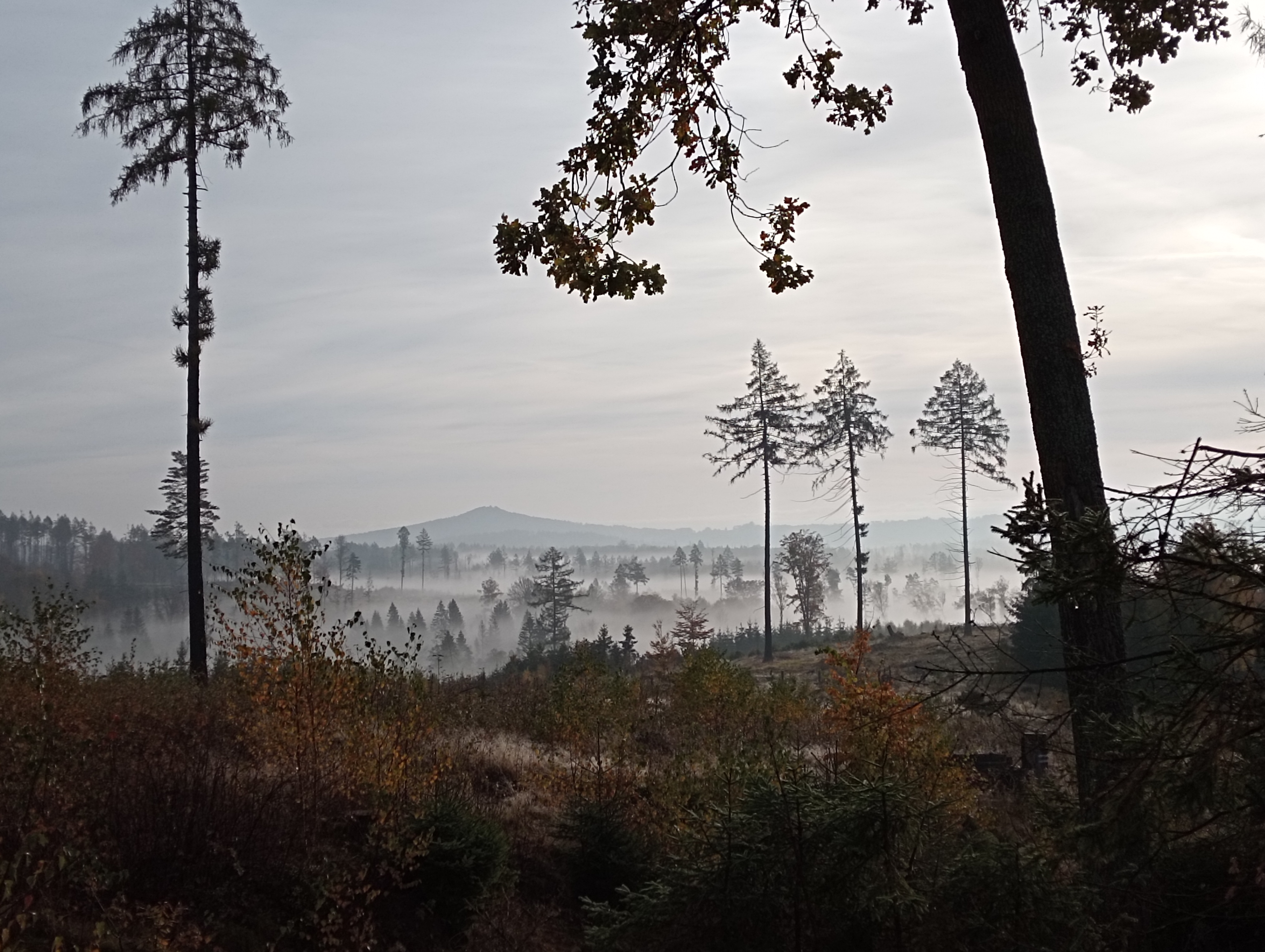
Pohled východním směrem na Vlčí horu
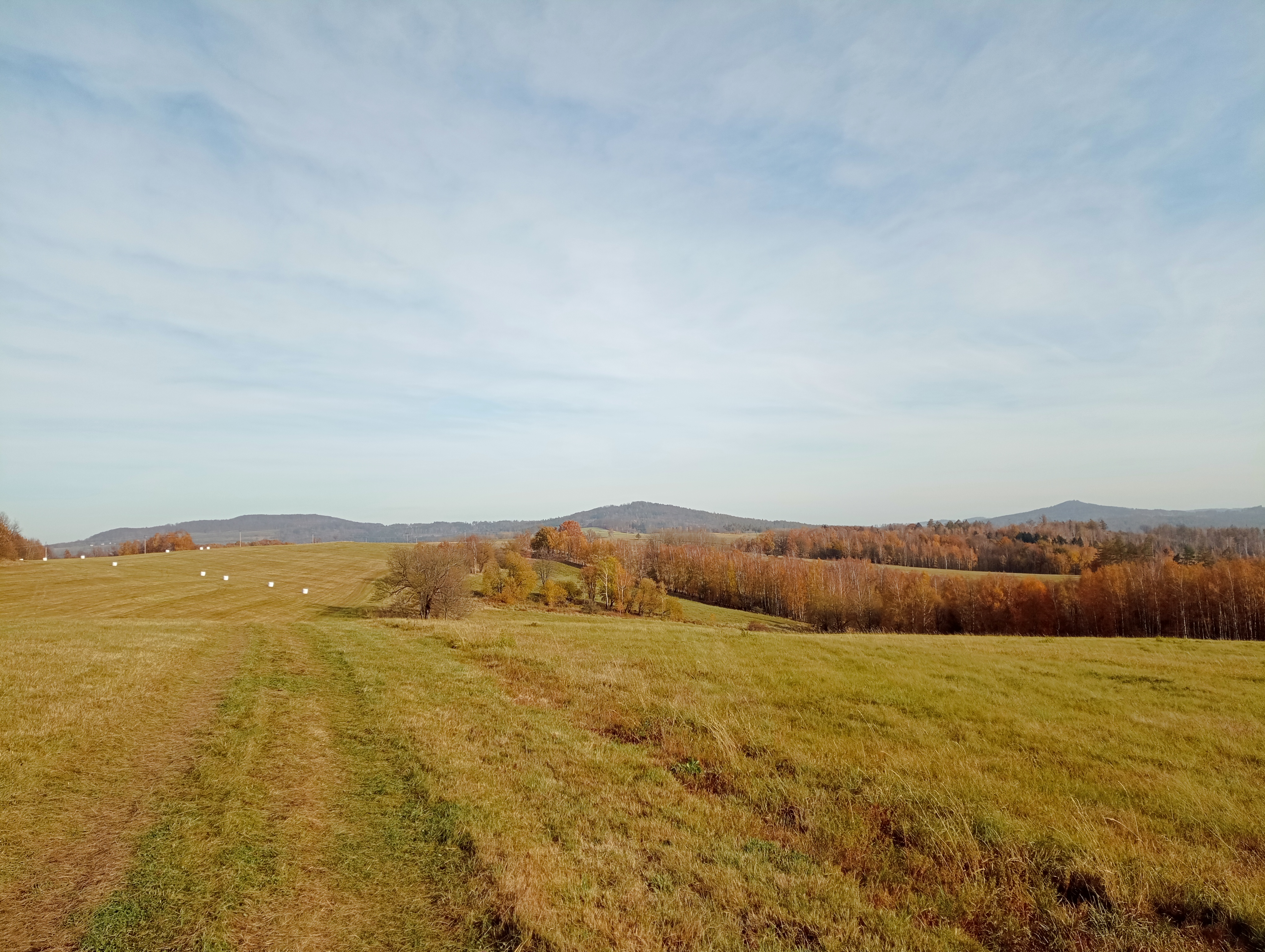
Pohled severovýchodním až východním směrem na Hrazený, Plešný a Vlčí horu